# 朝鲜王朝
朝鮮王朝（：／ Joseon Wangjo ?，1392年－1897年），又称朝鮮国（／ Joseon Guk）、大朝鮮國，日本及中華圈史學界也有稱李氏朝鮮、李朝，是朝鲜半岛历史上最後一個王朝。王室本貫為全州李氏，歷经26代君主共505年。国土大致上涵蓋整個朝鲜半岛。
1388年，受高丽禑王之命进攻辽东的右軍都統使李成桂发动政变威化岛回军，并废黜禑王而立其子昌王为王，控制高麗王朝军政大权。1392年，李成桂废黜恭讓王，在松京（后改名开京，今開城市）寿昌宫自立为王，改國號「朝鲜」。1395年迁都于汉阳（今首爾），將國都更名為漢城府。1398年，第一次王子之乱后再度迁都开京；1400年，第二次王子之乱后最终定都漢城。
朝鲜以儒教治國，儒家思想取代佛教成为国家统治理念。世宗时期，朝鲜经济、文化、军事、科技等各方面都得到长足发展。諺文的发明也为朝鲜平民的文化普及提供条件。朝鲜为明朝的不征之國。16世纪末17世纪初，朝鲜由于遭到后金和日本豐臣秀吉的攻击而采取鎖國闭关政策。19世纪起，朝鲜内部纷争日起，国家日益衰落。甲午战争后，高宗于1897年称帝，改国号为大韓帝國，结束了与清朝的宗藩关系。

## 國號
“朝鲜”原本是朝鲜半岛历史最初的国家古朝鲜的国号:25。该词最早见于中国古籍《山海经》〈海内经〉：“东海之内，北海之隅，有国名朝鲜”。《尚书大传》对其含义的解释为“朝日鲜明”。高丽时期，“朝鲜”一词被沿用为其国号别称。李成桂建立朝鲜王朝后，在與重臣們共同商討國號變更事宜後拟定两个国号——“朝鲜”（古朝鲜国名）和“和宁”（朝鮮太祖李成桂之父李子春就仕之地）奏请明太祖朱元璋裁定。朱元璋认为“東夷之號，惟朝鮮之稱美，且其來遠，可以本其名而祖之。”，而选定了“朝鲜”为其国号。在有些场合下，朝鲜也会在国号前冠以上国名号，最常见的是“有明朝鲜国”，此外还有“皇明朝鲜国”、“大明朝鲜国”等称谓（但未见冠以大清国号的例子）。
近代开港以后，开始对欧美日本使用“大朝鲜国”的国号，此称呼最早出现于1876年的《日朝修好条规》，1882年通过铸造“大朝鲜国大君主宝”而固定化。1897年改国号为“大韩帝国”。在西方學術界，皆以「Joseon」來稱呼這個朝代，並無爭議。然而，在今日東亞的學術界，由於政治因素，對該朝代存在著多種稱謂。在朝鮮日治時期，朝鮮總督府將該朝代稱為「李氏朝鮮」，简称李朝；古代存在的使用朝鲜为国号的国家则被称为「古朝鲜」，以示区别。历代大王实录则被定名为《李朝实录》。
大韓民國成立後，韓國人認為日占时期使用的「李氏朝鮮」有殖民色彩，所以将这一历史时期改名为「朝鮮王朝」（：／），簡稱「朝鮮」（：／）；並把《李朝實錄》更名为《朝鲜王朝实录》。。但中国、日本学术界仍然长期沿用「李氏朝鮮」这一称呼。近年来，日本和中国逐渐开始有学者使用「朝鲜王朝」这个称呼。日本的文部科学省在2002年的教科书检定时表示关于「李氏朝鮮」的称呼为「不恰当的表记」。发表该意见的理由为，反映日本的学术研究的成果说明，需要与朝鲜史学界保持称呼上的一致。
在朝鲜民主主义人民共和国，官方使用「李王朝」、「李氏王朝」或「朝鮮封建王朝」的稱謂，在主体史学被认为是第五个国家主体和第二个统一的国家。由于政治上的忌讳，在朝鲜民主主义人民共和国，「朝鮮」和「王朝」中间必须加「封建」二字，例如称呼历代大王实录为《朝鲜封建王朝实录》。在历史教育的场合，对封建统治者进行批判时使用「李朝封建国家」等称呼。

## 历史

### 前期历史

#### 建国

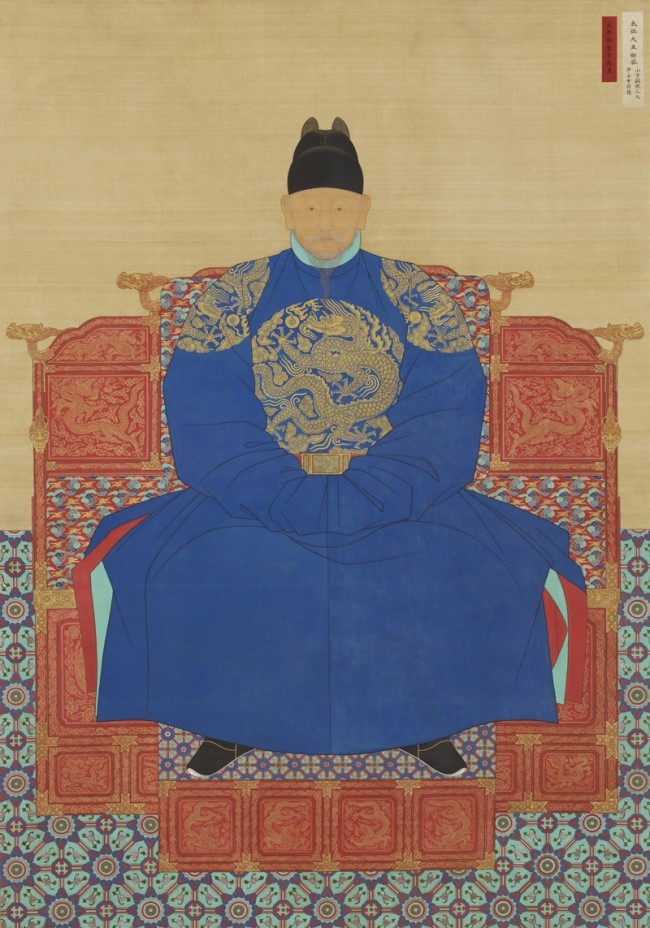
朝鮮太祖李成桂像

14世纪末，由於长年战亂和蒙古帝国的入侵，高丽王朝已经岌岌可危。1388年，明朝派特使要求高丽归还开元路；高丽重臣、门下侍中崔莹借此准备与明开战，并派李成桂出兵攻打辽东半岛。李成桂的军队在威化岛遭遇大水，士兵不愿远征，多有逃亡者。李成桂多次请求撤军回国，但都遭到崔莹拒绝，最终导致李成桂发动兵变推翻國王王禑的统治，并立王禑之子——年僅八歲的王昌为王。李成桂发现王禑复辟的企图后，将王禑和王昌都处死，并立王瑶为王。
李成桂即位之后为了免除后患对高丽的王族宗亲采取了大肆屠杀的政策，遣郑南晋、咸傅霖绞死了恭让王和其二子。将尹邦庆、大将军吴蒙乙赶去江华岛，孙兴宗、沈孝生赶到巨济岛，并将囚禁在这两座岛上的高丽王族血亲全部诛杀。
1392年，李成桂清除高丽宫廷反对派的首领、守门下侍中郑梦周，並在流放王瑶到原州之后，自立为王，结束高丽王朝近500年的历史。十一月，李成桂颁诏定都汉阳，建宗庙社稷、宫室城池，同时由郑道传等人制订《朝鲜经国典》。李成桂推行崇尚儒教，貶抑佛法的国策，寺院土地多被没收，贵族庄园里的奴婢都被释放，并且实行开垦农地与改良农具谷种等劝农政策。李成桂还通过招抚、武力征服朝鲜半岛东北地区的女真部落，进一步加强对该地区的管辖，使其疆域达到图们江。

#### 王子之乱与太宗掌权
随着朝鲜新王位的产生和巩固，王位继承人开始成为朝鲜的一个问题。李成桂的五子李芳远曾帮助李成桂铲除郑梦周，在各王子中功劳是最大的。但重臣奉化伯郑道传希望在朝鲜建立以宰相为中心的统治制度，并成功游说李成桂将其最喜爱的继妃神德王后所生的幼子李芳硕封为世子。郑道传后成为世子辅佐人。郑道传势力下令废除李成桂元妃神懿王后所生王子的侍卫军，并策划铲除元妃所生的所有王子。但李芳远却以破坏长幼之序为名率领宗亲及其势力抢先一步发动政变，闯入宫中将李芳硕杀死，并铲除了郑道传一派，史称“第一次王子之乱”（戊寅靖社）。李成桂次子李芳果在李芳远扶植下成为世子，并继承王位，是为定宗。而李芳远则成为朝鲜实际掌权人。:92-95
定宗即位后，李芳远的权力与势力得到进一步的巩固和扩大。定宗元年9月，李芳远提出废除私兵的建议，引发其四兄李芳干一派势力的不满。1400年正月，李芳干及朴苞一派与李芳远在开京街头展开激烈的巷战，但战败，史称“第二次王子之乱”（庚辰靖社）。第二次王子之乱后，定宗让位给李芳远，是为太宗。李芳干被流放，朴苞流放后被处死。:95-96
太宗即位后，廢除王子和貴族的私兵制度。私兵制度的廢除有效預防可能的反叛，並增加國家軍隊中的士兵人數。太宗第二條措施是修改土地稅法，普查人口。隨著新發現土地的增加，國家收入增加一倍，使王權得到鞏固，為其王位繼承者世宗的統治打下良好基礎。

#### 世宗时期
1418年8月，世宗在其父太宗退位后登基。1419年5月世宗在太上王太宗的建议和指导下己亥东征清除对马岛的倭寇。1419年9月，对马岛大名被活捉带回朝鲜宫中。1443年癸亥条约签订。对马岛大名被授权每年与朝鲜进行50船的贸易，向朝鲜朝廷进贡并负责防止倭寇对朝鲜海港的侵扰。
在北部边疆，世宗下令修建四郡六镇以加强边防。世宗还制定诸多巩固国防的法规并倡导新武器的发明和发展。在世宗的带领下，朝鲜研制出许多火箭及火炮，如对神机箭的改造。1433年，世宗派金宗瑞击败女真兀狄哈部落，巩固对朝鲜半岛东北部咸镜道等地方的统治。目前朝鲜半岛的领土基本上与世宗时期相符:167-171。
在世宗统治期间，朝鲜的科技、文化等方面都得到很大的发展。世宗大力倡导朝鲜臣民学习文学。世宗在景福宫建立集贤殿，亲自选拔人才进行各种的学术研究。其中最著名的是《训民正音》的编辑和朝鲜谚文书写系统的发明。朝鲜谚文的发明大大提高朝鲜平民的文化普及，并为朝鲜民族创造出自己独特的书写文字。由于世宗的功绩，被韓國人尊称为“世宗大王”。

#### 世祖、成宗时期
1450年世宗去世，其长子文宗即位。文宗基本上继续世宗的政策，不过即位仅两年就因病去世。文宗年仅12岁的儿子端宗即位。端宗的叔父首陽大君李瑈用韩明浍、郑麟趾等人之計，在1453年发动政變，史稱癸酉靖難，李瑈以死士将2位辅助端宗的重臣领议政皇甫仁和左议政金宗瑞杀死而掌握实权，拜领议政府事。1455年端宗被迫內禪予李瑈，就是朝鲜世祖。后来成三问、朴彭年等六位大臣密谋使端宗復辟，事败，被世祖殺害，史称“死六臣事件”。世祖為了避免此類事件再度發生，也赐死端宗。
虽然世祖王位來自於篡位，世祖却像太宗一样治国有方。经过一系列的改革，世祖加强王權，使国家的经济和军事力量得到近一步的加强。朝鲜王朝的基本法典《经国大典》亦在世祖时期开始编纂，被誉为“国家的立国磐石”。
世祖之后，其子睿宗成为朝鲜第八任君主。但体弱多病的睿宗即位不到两年就因病去世。1469年，睿宗的侄子成宗即位。成宗统治期间，国家经济文化繁荣发展。成宗邀请士林派来到宫中参与政治，在宫中建立弘文馆，并成立由儒学家组成的智囊团为治理国家献言献策，完善包括司宪府、司谏院和弘文馆的朝鲜三司制度。成宗时期是续世宗后，朝鲜又一个文化发展黄金时期，大量书籍在这一时期发表问世。

#### 四大士祸

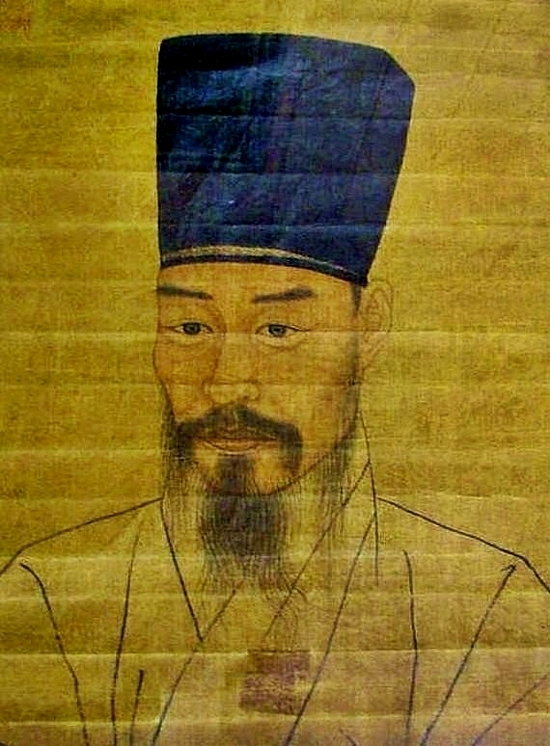
士林派首领赵光祖(1482年–1519年)

成宗的儿子燕山君被认为是朝鲜的昏君和暴君。在他统治期间，朝鲜发生戊午士祸和甲子士祸，大批知识分子被屠杀。燕山君在得知生母不是贞显王后而是废妃尹氏后，行为开始变得异常。尹氏因被指控出于妒嫉毒害成宗妃子而被成宗赐毒酒而死。在得知此事后，燕山君杀死指控尹氏的严、郑两贵人和支持赐死尹氏的官员及其家眷。对世祖篡位有偏词的士林派学者也遭到燕山君杀害。燕山君还搜掠千名美女为其作乐，把成均馆当成花天酒地的地方。由于有民众使用谚文书写传单痛斥燕山君，燕山君还下令禁止谚文的使用。燕山君统治仅维持12年。1506年中宗反正后，燕山君遭成希顏、朴元宗等朝臣废黜，被流放至江华岛，两个月后病死，得年30岁。因以暴君身分被废，因而无庙号、尊号、諡號、陵名等。
中宗是个平庸之人，只是因所处的历史时期而被推上王位。不过在中宗时期，中宗的大臣士林派首领赵光祖开展许多大规模的改革。赵光祖建立乡约以加强地方的管理，并通过土地改革降低贫富差距。赵光祖还通过发行简易本的儒学在大众中传播儒家思想，并致力于精简国家机构。据《朝鲜王朝实录》记载，由于赵光祖的严厉监督，在这一时期朝鲜的官员无人敢收受贿赂或滥用职权。赵光祖的激进改革得到广大民众的拥护，但遭到帮助中宗登上王位的勋旧派的强烈反对，并密谋陷害赵光祖。中宗后宫熙嫔洪氏（勋旧派洪景舟之女）在王宫后山通过涂蜂蜜和虫子咬制造上有“走肖为王”字样的树叶。使中宗相信老天在告诉他赵光祖要谋反。1519年，赵光祖被赐死，史称“己卯士祸”。在随后的50年中，朝鲜朝廷党派纷争，腐败盛行。

### 中期历史
朝鲜王朝中期党派纷争夺越演越烈，国力削弱，倭寇与后金入侵使国家几尽毁灭。

#### 党派纷争
士林派在燕山君、中宗和明宗统治期间势力一直被削弱。宣祖统治时期，士林派重新掌权但很快分裂成为东人党和西人党两派。东人党又分裂为南人党与北人党。西人党又分为老论派和少论派。随着权力在这些党派間的更迭，随之而来的是血腥的清剿和相互不断的报复。
1589年的己丑狱事就是其中一例。东人党的郑汝立有个抗击倭寇的组织，成员们进行军事训练。这个组织宣扬没有阶级的社会，因此其性质和目的受到人们的质疑。西人党的首领郑澈负责调查此事。郑澈指控郑汝立密谋造反，并借此事清剿与郑汝立团体有任何牵连的东人党。最终有千名东人党人被处死或流放。

#### 壬辰倭乱
16世纪末，太政大臣丰臣秀吉统一日本后，蓄谋以朝鲜为踏板攻打明朝，于1592年4月率15万陆军和数万水军入侵朝鲜。倭寇攻占釜山和东莱城后，兵分东、中、西三路北上，20天后攻下汉城，后又占领平壤。朝鲜宣祖逃往鸭绿江边的义州。全罗左道水军节度使李舜臣率领朝鲜水军抵抗外敌，并研制出了极具战斗力的龟船，在玉浦、赤珍浦、泗川、唐浦，特别是闲山岛等海战中击败敌军，有效遏制住倭寇“水陆并进”的计划，使其难以向平壤以北地区进犯:263-266:144。在陆上，虽然朝鲜官兵节节败退，但朝鲜各地民众却自发组织义兵，抵抗倭寇入侵，出现了郭再祐、高敬命等义兵部队，取得了延安大捷、晋州大捷等胜利:266-269:230。
1592年7月，明朝应朝鲜宣祖求助请求，从辽东派遣了一支数千人的队伍援助。辽东副总兵祖承训轻敌率兵攻打平壤，结果战败。游击将军史儒等阵亡。同年8月，明神宗任命宋应昌为兵部右侍郎经略主持援朝事务，10月任命李如松为援朝提督。同年12月，李如松率4万余名明军进入朝鲜。1593年1月，明朝两国联军收复平壤，后乘胜追击拿下开城，收复黄海、平安、京畿、江原四道，但在碧蹄馆之战中受挫。2月，朝鲜将领权栗在幸州山城之战以少胜多，大败倭寇。4月，占据汉城的倭寇最终弃城脱逃，后与明朝两国议和。朝鲜随后陆续收复汉江以南地区。李如松主力部队撤出朝鲜。:281-284:269-270:230-231
1597年1月，丰臣秀吉派小西行长和加藤清正等率14万大军卷土重来，再次入侵朝鲜。事先已有准备的明朝很快派出以邢玠为总督，杨镐为经略，麻贵为大将军的14万援朝军队。全州失守后，明军在稷山之战中挫败倭寇，使其难以北上:284-285:232-233。此后，明军攻打蔚山。小西行长派水军增援。杨镐弃兵先逃，导致明军惨败。明神宗后将杨镐免职，任命万世德代理经略，并派陈璘和邓子龙率明水军参战:233。朝鲜方面重新任用被陷害的李舜臣。1597年9月，李舜臣的水军在鸣梁海战中取得巨大胜利。1598年11月，李舜臣与明将邓子龙在露梁海战中大败倭寇，两人也在此次战役中阵亡。此后，随着丰臣秀吉之死，倭寇从朝鲜全部撤退，其通过占领朝鲜并以之为跳板进攻明朝的计划最终以失败告终:270-271:233-234。

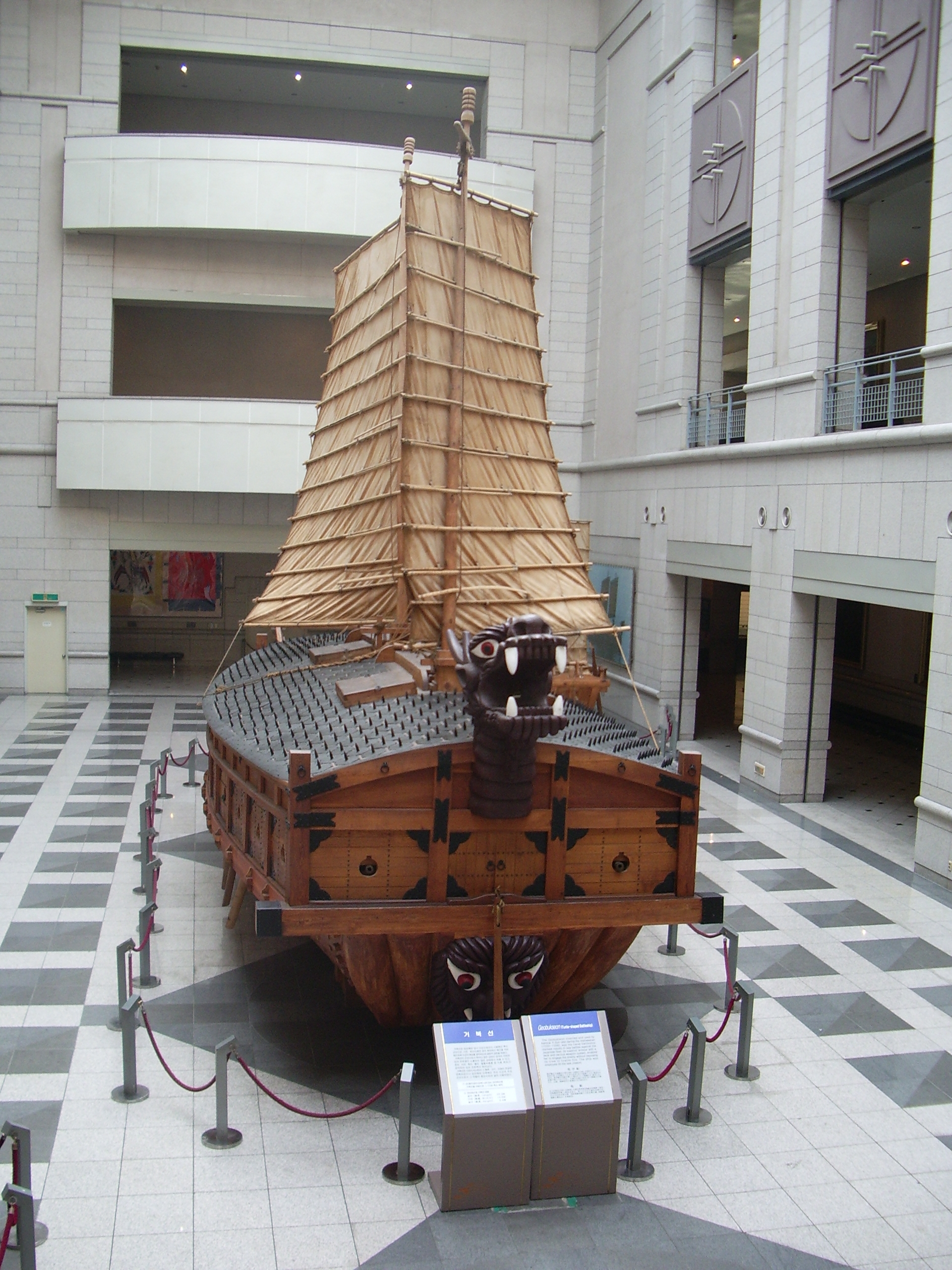
朝鲜抗击日本豐臣政權攻擊的龟船

#### 后金入侵
1618年，努尔哈赤统一女真部落后开始攻打明朝。後金和明都想联合朝鲜。由于明曾帮朝鲜击退倭寇，对明朝颇为不满的光海君还是在萨尔浒之战中派兵支援明朝。1623年，仁祖反正即位后，开始执行更公开的助明打后金的策略:290-292:259-260。但由于李适造反，仁祖需在汉阳部署重兵以维护首都稳定，导致防卫北部边疆军力不足。1627年，皇太极鉴于向西进攻受挫，决定派阿敏带领3万部队攻打朝鲜，并清剿败退到朝鲜的明将毛文龙，史称“丁卯胡乱”。虽然双方最后议和订立“兄弟国的盟约”，但朝鲜亲明的立场并没有改变:293-294:260-261。
1636年，皇太极在征服东北和内蒙大片地区后称帝，改国号清，让朝鲜称臣遭到拒绝。在盛京参加皇太极登基仪式的朝鲜使节也拒绝向皇太极行三跪九叩之礼。同年12月，皇太极亲自率领十万军队入侵朝鲜，俘虏躲在江华岛的仁祖后妃、王子和宗室76人，迫使被围困在南汉山城的仁祖投降，臣服，史称“丙子胡乱”。皇太极借此向朝鲜索要大量财物，掠夺朝鲜人口，并让朝鲜在三田渡建立颂扬清太宗的大清皇帝功德碑。仁祖两位王子李𣳫和李淏入清作人质。朝鲜从此断绝与明的藩属关系成为清的藩属。:294-296:261-263
仁祖之后的孝宗曾试图联合南明、三藩割据势力、台湾郑氏政权等反清势力北伐灭清，但最终因财政困难而计划搁浅。清控制中原后开始逐渐与朝鲜交好，送还被扣作人质的朝鲜王子，消减贡物要求，还两次邀请朝鲜与八旗军队结联军北上讨伐侵扰中国东北边境的沙俄军队，史称“羅禪征伐”。随着清朝进入“康乾盛世”，朝鲜文人对清朝的态度也发生变化，出现了倡导向清人学习的北学派。:312-320:263-271

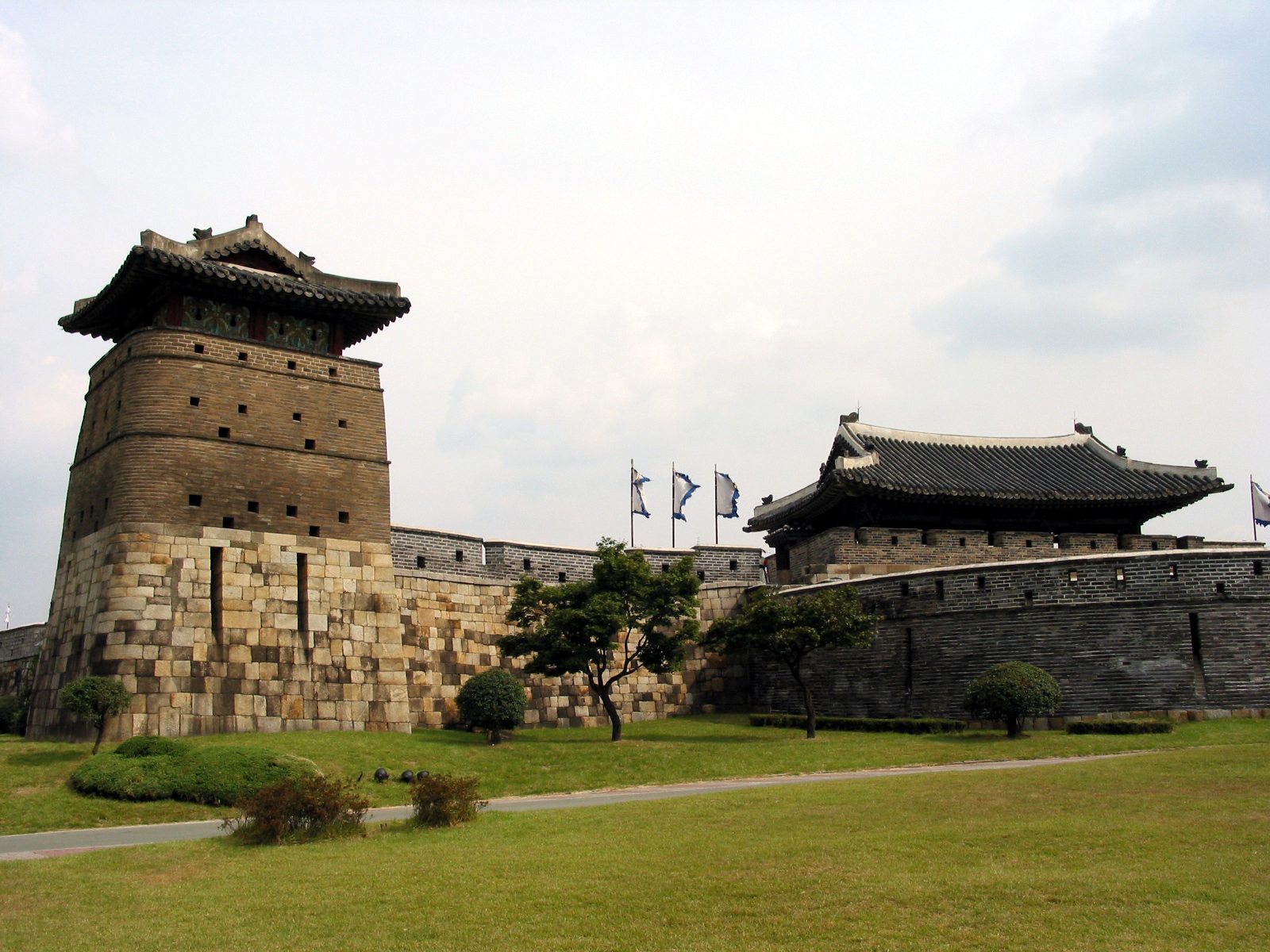
水原华城

### 后期历史

#### 短暂复兴
在日本和后金入侵朝鲜之后的200年里，朝鲜半岛一直没有战争发生。实学在朝鲜开始兴起。早期的朝鲜实学者主张一系列包括科举、税收、科技和农业技术的改革，旨在复兴被倭与女真损毁的国家。在显宗统治时期，实学者金堉的改革不仅使朝鲜税收增加，也使农民受益。
肃宗死后，世子李昀继位，即景宗。景宗二年因为立储问题发生辛壬士祸。由于景宗成婚多年始终无子，于是在景宗元年册立李昑为王世弟。然而当时朝廷的党争激烈，因此李昑的储位并不稳固，不过景宗友爱弟弟，再加上嫡母仁元王后的庇护，终究安然无恙。四年八月二十五日，景宗病逝，王世弟即位。由于景宗壮年早逝，因此坊间也有新王弑兄的传言出现。英祖四年（1728年），少论派人李麟佐、郑希亮等起兵，以宗室密丰君（昭显世子曾孙）李坦为君，但以失败告终，史称李麟佐之亂。

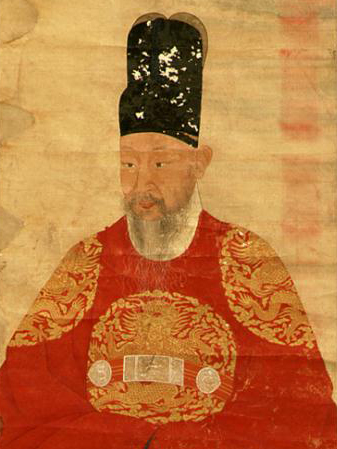
朝鲜英祖

英祖十五年（1739年）为中宗元配废妃慎氏复位，追尊为端敬王后。二十二年（1746年）复金宗瑞、皇甫仁（端宗朝大臣）等人官职，二十三年（1747年）又恢复安平大君李瑢（世宗嫡三子）的官职。英祖三十三年王妃徐氏病逝，英祖在两年后册立大臣金汉耇之女为新任王妃，他和两任妻子之间都没有任何子嗣，虽然他有两子十二女，不过都是由后宫所出。其中长子李緈早夭，次子李愃虽然顺利长大成人，然而因为某些因素，导致英祖被迫将李愃关进米柜饿死。王位后来则由世孙李祘（李愃之次子）继承。英祖五十二年三月五日，英祖升遐于庆熙宫集庆堂。朝鲜肃宗和英祖统治时期，为了防止党派的争夺，朝鲜君主采取对党派一视同仁的政策。朝鲜官员的任命与其所处的党派分离。
正祖被后世认为是极为仁孝的君王，因为朝鲜的礼法制度，他没有办法尊母亲惠庆宫洪氏为王大妃，但对其相当的孝顺，为其屡上尊号，最终在高宗时追尊为献敬王后。正祖在十一岁那年目睹父亲庄献世子的惨死，即位后除了追尊宗法父亲孝章世子为真宗外，对亲生父亲的追慕活动也无休无止，先是将垂恩墓升格为永祐园，祠堂垂恩庙升格为景慕宫，并为其屡次加上尊号。正祖十三年，决定将永祐园迁至风水吉地京畿道水原郡华山脚下，仿照世祖的光陵加以扩建，并更名为显隆园。正祖十八年在水原八达山麓开工建设水原华城和水原行宫。正祖计划将华城修建为农、工、商兼备的城市，从南方拱卫汉城。1800年庚申（嘉庆五年）六月二十八日，正祖去世于昌庆宫迎春轩。在位二十四年，终年四十九岁。葬于杨州健陵。
朝鲜英祖和正祖统治时期，朝鲜开始出现复兴。正祖统治时期开展更为开放的社会改革政策，得到实学者的广泛支持。朝鲜的社会文化在这一时期得到长足发展。

#### 衰退

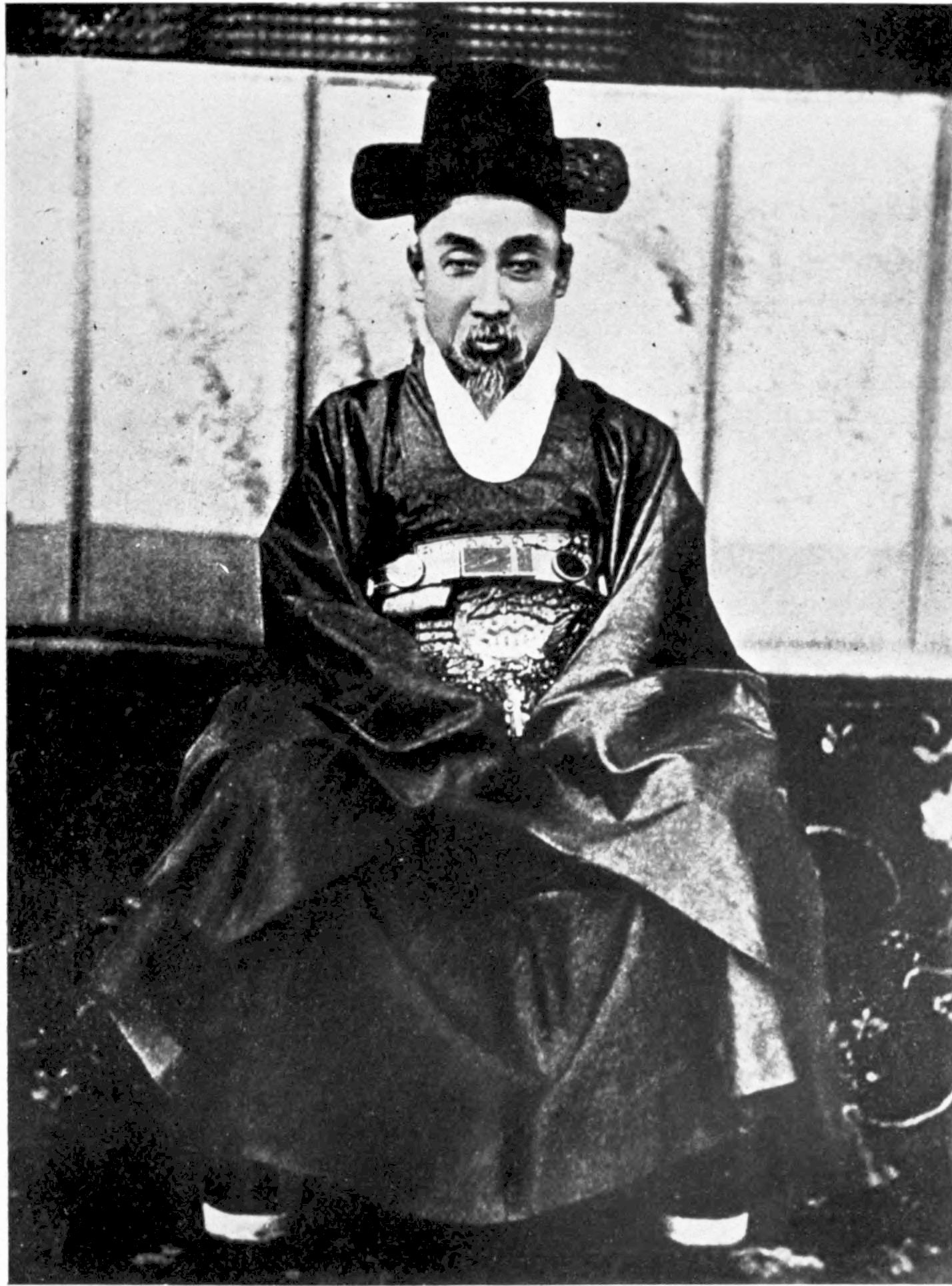
兴宣大院君

1800年，英正時代結束後，繼位者多半年幼加上無嗣，而安東金氏、豐壤趙氏等外戚勢力逐漸崛起，權傾朝野，家族內曾有三位女性成為王妃，並有多人曾出任領議政，稱為「勢道政治」，王權旁落，另外內部還存在三政紊亂的問題。直到1863年，高宗即位，其父兴宣大院君摄政時逐漸削弱外戚勢力，王權在朝政上的影響力才又有效鞏固。
1860年代中期，兴宣大院君统治闭关锁国，迫害国内外的基督徒。最终导致1866年8月法国派舰队攻打江华岛，法国战败，史称“丙寅洋扰”。兴宣大院君摄政初期的大部分精力主要是修复景福宫。1868年，美国商船“舍门将军号”在平壤靠岸，试图与朝鲜开展商贸外交，但与当地居民发生冲突，部份船员被杀害。1871年，美国派兵到江华岛，要求朝鲜就“舍门将军号事件”道歉，但遭到朝鲜拒绝。外交斡旋发展成为武装冲突。美国的进攻导致朝鲜的伤亡，但外交上仍是无果，最后撤兵，史称“辛未洋扰”。
1873年，兴宣大院君引退，高宗名义上正式掌权，但实权被高宗王妃闵妃掌握。朝鲜宫中的高官都是闵妃的亲属。明治维新后的日本，1876年依靠西方先进武器迫使朝鲜签订《江华岛条约》。日本取得自由勘测朝鲜海口、领事裁判权、贸易等权利。
外强的入侵和朝鲜腐败统治使民众不满。1894年1月10日，东学南接派代表人物全琫准在全罗道发起东学农民革命，提出“辅国安民，斥倭斥洋，尽灭权贵”。高宗恐慌，向清朝政府告急。清朝派出3,000军队与起义军达成停火。1894年6月8日日本得知清朝派兵到朝鲜后，派出8,000军队占领景福宫，并成立亲日政府。此次事件最终升级成为甲午战争 (1894年–1895年)。1895年4月17日，日本与清签订《马关条约》后，朝鲜不再是清的藩属国。高宗和閔妃欲联合俄罗斯帝国牵制日本，推翻朴泳孝亲日内阁，组建亲俄内阁，遭日本右翼杀害，史称“乙未事变”。此后的金弘集亲日内阁颁布“断发令”等改革法令，遭到朝鲜民众反对。以乙未事变和断发令为导火线，朝鲜爆发全国性大规模反日义兵运动，金弘集内阁垮台:441-445。

#### 大韩帝国与日韩合并
俄馆播迁后，俄罗斯帝国在朝鲜半岛的势力得到进一步的提高，而日本则在失去辽东之后，再次遭到重挫。俄日两国的对峙为朝鲜的独立提供了良好时机。1896年，朝鲜开始使用“建阳”年号纪年:178-179。为进一步实现独立，朝鲜群臣纷纷上奏高宗建立与中国和日本一样的帝制。在群臣多次建议下，高宗最终接受了文武众臣的建议，并于1897年10月12日在圜丘坛祭天并登基称帝，宣布大韩帝国正式成立，改年号为“光武”，追谥闵妃为明成皇后，并开始对朝鲜军事、经济、私有制、教育等进行适应工业化的光武改革。:180
1905年，日本在旅顺会战战胜俄罗斯帝国，双方签署《朴次茅斯和约》，日俄战争结束。1905年11月17日，日本与朝鲜签订《乙巳条约》，朝鲜成为日本的保护国。伊藤博文成为日本在朝鲜的第一任统监。1909年伊藤博文在哈尔滨被朝鲜民族主义者安重根刺杀身亡。1910年，《日韩合并条约》签订。

## 政治

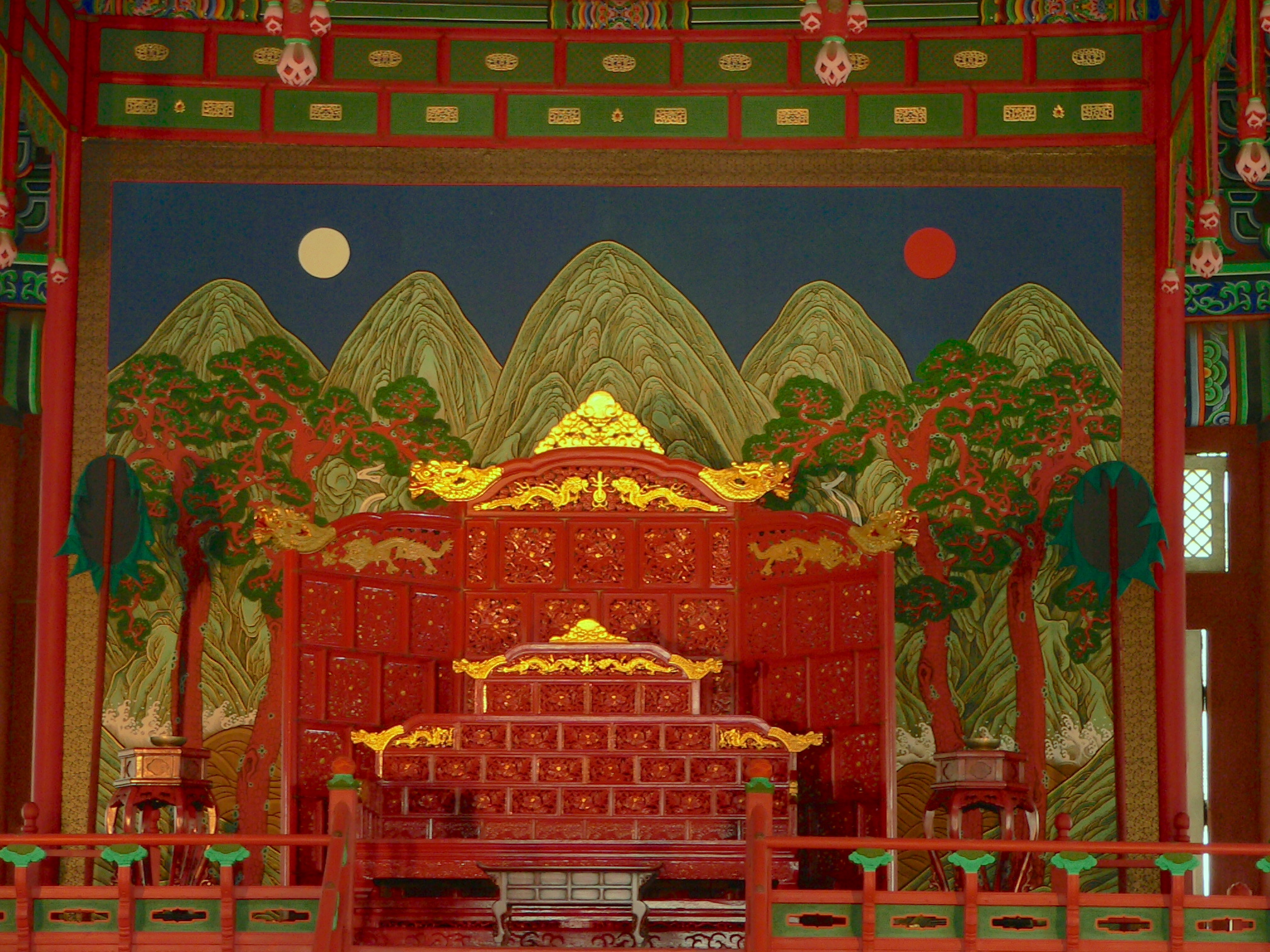
朝鮮王位，景福宫勤政殿

朝鲜王朝的政治结构采用中央集权制。1469年完成的《经国大典》确立新的政治制度。以后虽然官职的名称存废有一定的变动，但是整个朝鲜王朝时期的官职制度总体上都遵循《经国大典》的规定。文、武两班由正一品到从九品，共计九品十八級。按朝议时是否坐在堂上，分为堂上、堂下官。按是否参与定期朝会分为参上、参下官。四品以上文官为大夫，武官为将军。正五品以下的文官为郎，武官为校尉和副尉。:117-118

### 王室

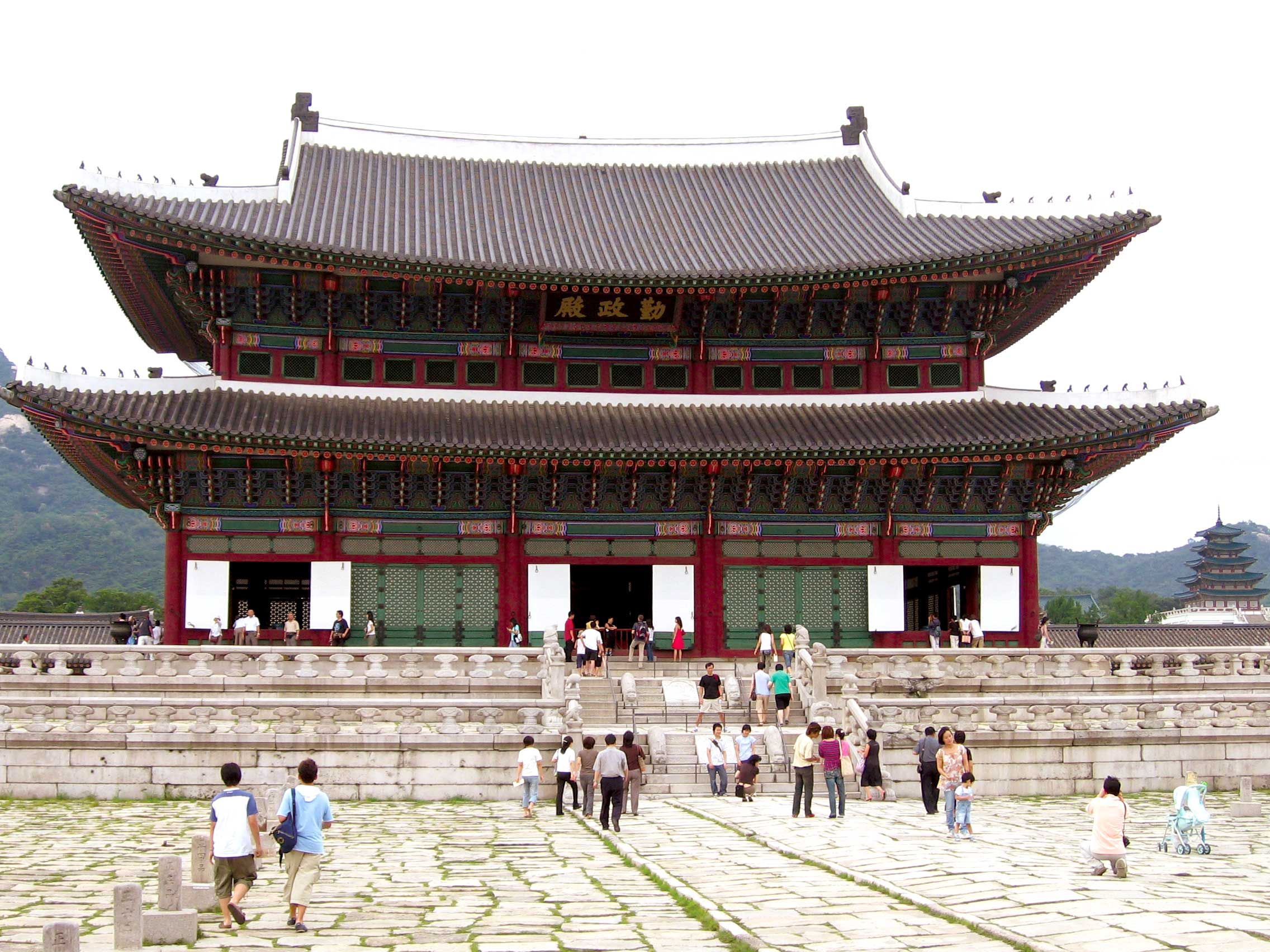
朝鮮王宫景福宫

朝鮮國王受中原王朝的册封，自稱「寡人」，被尊稱「主上」、「殿下」。國王的正室稱王妃，被尊稱「中殿」，王妃死后会被追谥“王后”。儲君稱王世子，被尊稱「邸下」。前任國王的王妃稱「王大妃」，前前任國王的王妃稱「大王大妃」。

### 中央政府
议政府是朝鲜国王之下的最高中央行政机构（相当于元朝和明初的中书省），其首领为领议政（相当于元朝和明初的中书丞相）。领议政之下为左右议政，与领议政同为正一品。再下为从一品左右赞成、正二品左右参赞。再下有正四品舍人、正五品检详、正八品司录。:118
议政府之下设有吏、户、礼、兵、刑、工六曹（相当于同時期明朝的六部）。吏曹负责执行官吏的任免；户曹掌管户口和租税；礼曹负责礼仪、教育、科举、外交；兵曹掌管军队和武官的任免；刑曹掌法律事务；工曹掌管手工业、山林湖泊，以及土木工程。六曹长官称判书（正二品），相当于中国的六部尚书；副职称为参判（从二品），相当于中国的侍郎，往下有六曹参议（正三品堂上）、六曹参知（正三品堂上）、六曹正郎（正五品）等官职。:118朝鮮王朝早期效仿明太祖直接管理六部的方法，實行六曹直啟制，六曹直接對國王負責，世宗后改行議政府署事制，六曹歸議政府管轄。
此外还有三司（司谏院、司宪府和弘文馆），以及承政院、义禁府等。司谏院是负责规谏君主不当行为的谏诤机构。司宪府是负责监察官吏的监察机构。弘文馆相当于世宗时期的集贤殿，是朝鲜君主的智囊团。三司是牵制朝鲜君主，以及议政院、六曹等行政机构的机关。其长官为大司谏（从二品）、大司宪（从二品）和大提学（正二品）。承政院是负责拟定和传达朝鲜君主诏令文书的秘书机构。义禁府按照君主指令审理官僚贵族违法行为。:118
备边司是中宗时期设立统领军务的中枢机构，权力日益扩张乃至中后期成为事实上的最高决策机构，至高宗时期由兴宣大院君下令废除。
1894年1月甲午更张期间，议政府被责任内阁取代，高宗在1896年9月俄馆播迁期间又废除内阁，恢复议政府制度。

### 地方政府
地方行政分为京畿、江原、庆尚、忠清、全罗、平安、咸镜和黄海八道。各道设有观察使为长官。在道之下设有牧 (行政單位)、都护府、府、郡、县等行政区划。牧和都护府置“使”，府置“尹”，郡置“守”，县置“令”或“监”。地方官员统称为“守令”，直接管理地方行政、司法，为中央政府征收税役，并受观察使统辖监察。守令和观察使都由中央政府外派，任期分别为5年和1年。为防止谋私利，守令不能在其长期居住地任职。:118
各级地方行政设有与中央政府六曹相似的“六房”（吏、户、礼、兵、刑、工）。六房由当地世袭“乡吏”行使职权。乡吏不授官品，也无俸禄。各郡县设有民选的“乡厅”，负责辅佐守令，监察乡吏，反映民情。为方便地方与中央的联系，各郡县在汉城还设立“京在所”，并有留住汉城的乡吏“京邸吏”。:118-119

### 军队

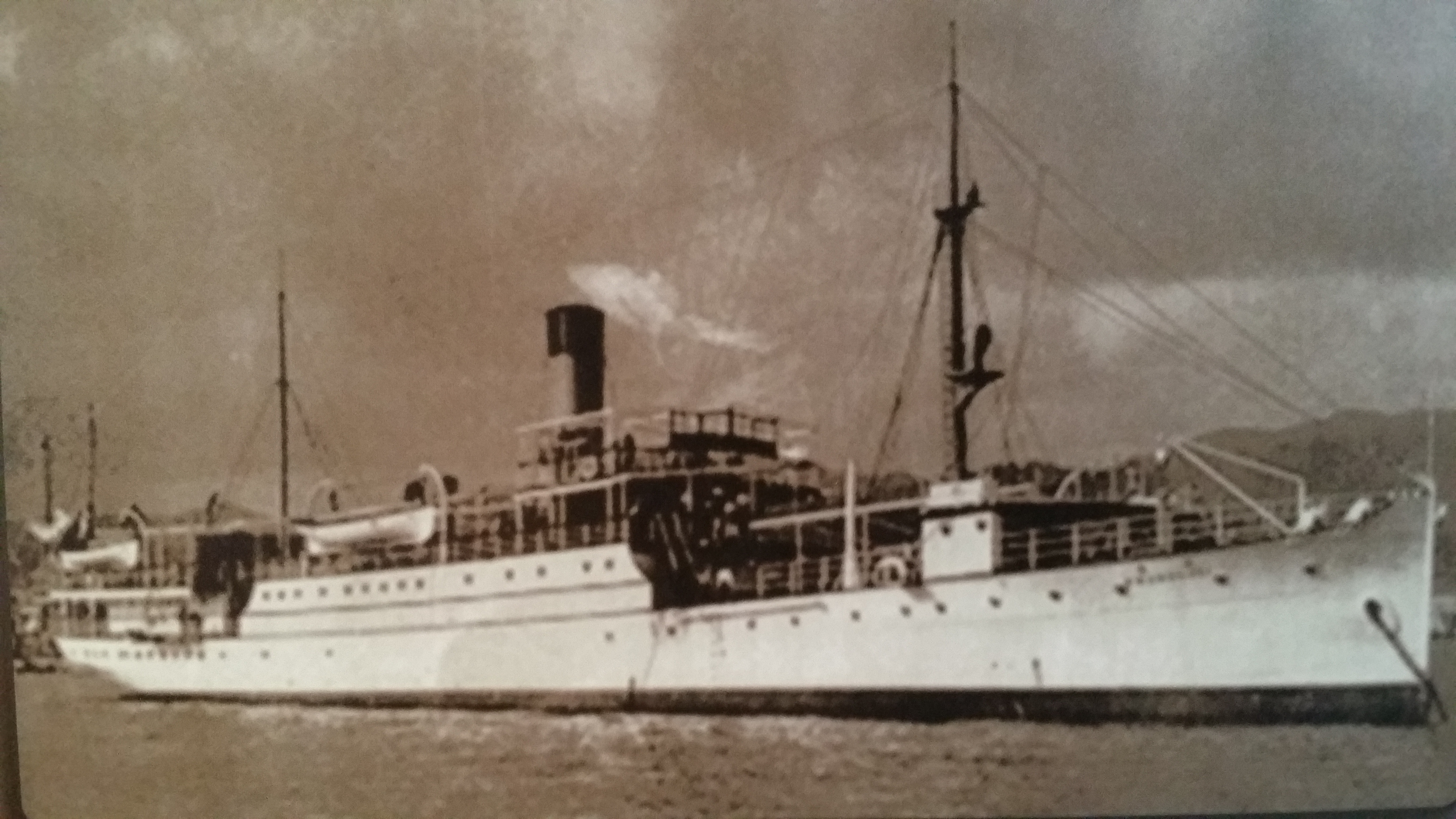
朝鲜海军廣濟號

朝鲜王朝实行文人治軍和兵將分離制度，无定将、无定卒，类似轮流服役的预备役军队，而非常备军。西班外官職包括兵馬節度使、兵馬防禦使、水軍統禦使、水軍防禦使、水軍中軍、（下三道：全羅道、慶尚道、忠清道）三道水軍統禦使、三道水軍統制使（均為從二品）；兵馬節制使、水軍節度使、巡營中軍、鎮營將（均為正三品堂上）；兵馬僉節制使、水軍僉節制使、兵馬虞侯（均為從三品）；水軍虞侯（正四品）；兵馬同僉節制使、兵馬萬戶、水軍同僉節制使、水軍萬戶（均為從四品）、兵馬評事（正六品）、兵馬節制都尉、監牧官（均為從六品）、別將、權管別將（從九品）。
由於重文輕武，武官地位低，也有文官任武將的情形。

## 行政区划

朝鮮八道示意圖

朝鲜八道示意图

朝鲜王朝歷代都把全国分為漢城府、四都（廣州府、開城府、江華府、水原府）和八道，八道俗稱朝鮮八道。朝鮮時代的八道行政區域如下：
八道之下设五府、五大都护府、二十牧、六十五都护府、七十七郡、二十六縣（令）、一百三十二縣（監）。1896年的乙未改革將庆尚、全罗、忠清、黄海、京畿五道分左右两道；永安道（咸镜道）分南北两道；平安道分东西两道；江原道分岭东、岭西两部。
除了行政划分以外，古代朝鮮还按传统习惯将全国划为六个大区：关北（咸镜道、平安道）；关西（黄海道，平安道南部，以及江原道西部）；关东（江原道太白山以东的部分，又称岭东）；畿湖（京畿道全部和忠清道的一部）；湖南（忠清道一部分加上全罗道）；岭南（庆尚道）。
高宗時期，曾實行過兩次行政改革，一道把朝鮮八道分為23府，但後來又再改成13道，即把平安、庆尚、咸镜、全罗、忠清五道划分为南北两道，成为十三道。

## 经济

### 財稅
朝鮮的土地制度最初依據高麗時期田柴科制的科田法，太祖為削落擁有大量田柴科的親元勢力，強制重新分配土地，使土地轉移至新進士大夫手中。世祖年間為解決科田逐漸私有化現象，實施職田法，規定官吏退休須歸還職田，卻導致黨爭與剝削農民情況加劇。
朝鮮農民負擔主要是田租和貢物，田租繳納米、大豆，貢物則以各項農、漁、畜牧、礦產、手工產品繳納，鑒於貢物收取弊端叢生，因而自1608年開始於全國推行大同法，將貢物一律改以米穀繳納，減輕農民負擔，同時使經營貢物交易之商業興起。1750年實施均役法免除平民服役義務，同樣改為米穀繳納。

### 农业

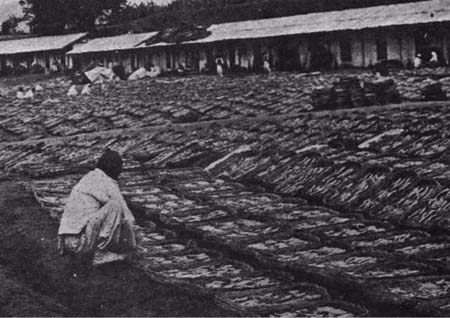
开城附近的人参晾晒场

朝鲜建国初期进行了土地改革，并采取各种措施促进农业发展，使农业得到很大的提升。据《世宗实录地理志》记载，15世纪20年代朝鲜全国耕地面积达1,686,107结，其中水田面积占28.1%。朝鲜朝廷大力推动各道的水利灌溉建设，15世纪中叶，朝鲜全国建有大小水库300处。由于农业耕作方法的改善，土地利用率得到提高。轮种法取代了以往的易田法。一年两熟、两年三熟，以及先进的施肥方法等农业技术得到推广。农作物种子特别是稻种也得到改良:220-223。1720年，水田在耕地面积的比例已经提高到37.6%，南方各道水田面积占到50%以上。17世纪后半叶，水稻插秧技术得到普及，并开始使用新的农具:288-289。
朝鲜王朝前期经济作物与畜牧业有很大的发展。棉花、大麻、苎麻、桑树、楮、莞草、竹等经济作物的发展对手工业的发展也起到了推动作用。朝鲜的牧场由国家直接管理，主要饲养马匹和牛羊等。《世宗实录地理志》记载了58处国家牧场:224。17世纪，黄烟、辣椒、角瓜等经济作物的种植面积大幅增加。人参也开始人工种植，种植面积逐渐扩大:290。

### 手工业

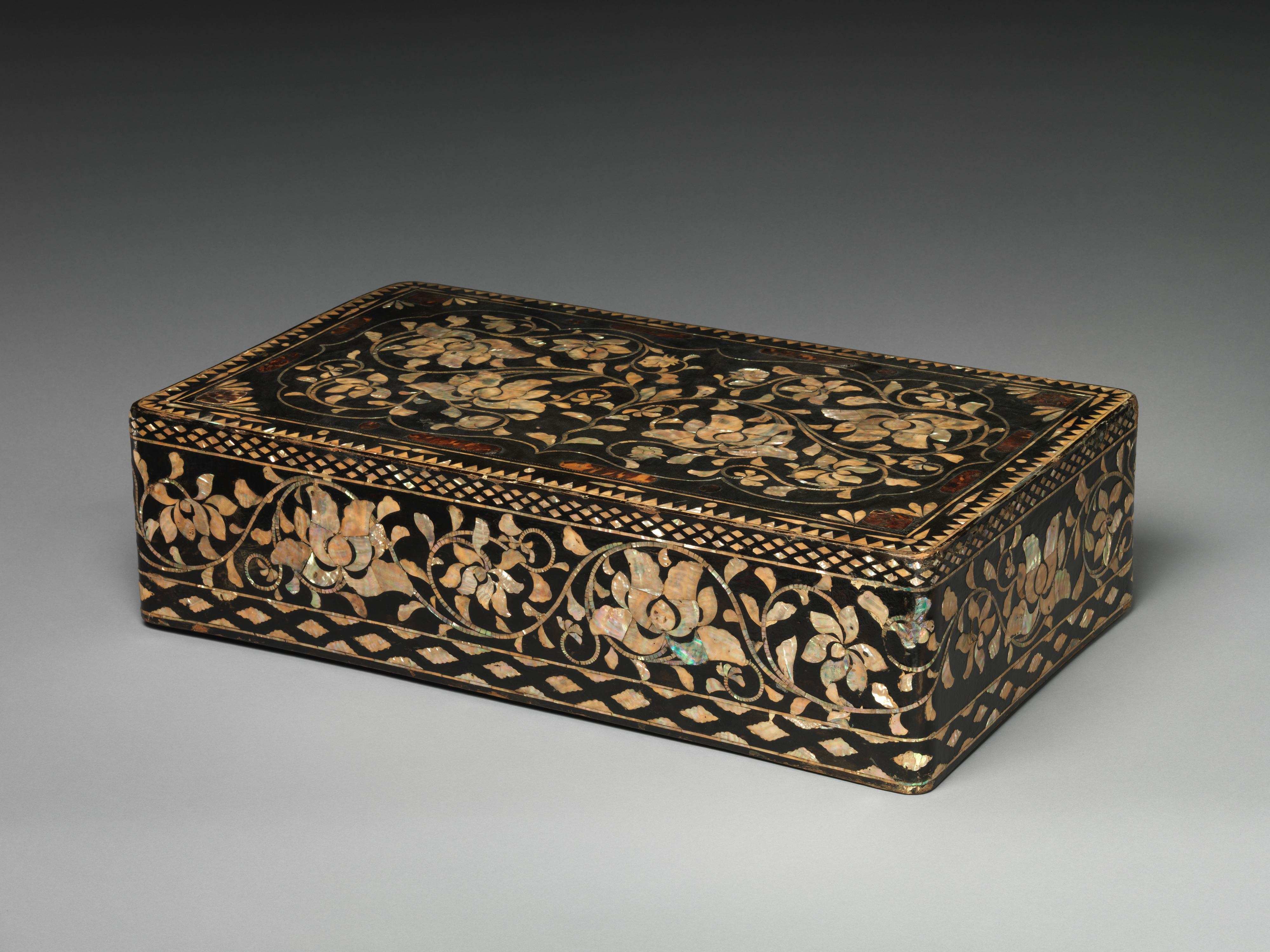
朝鲜螺钿漆牡丹唐草文衣箱

朝鲜的手工业主要有纺织、造纸、印刷、矿业、冶炼、火药火炮制造、陶瓷、编席等。纺织手工业是朝鲜手工业的重要组成部分，分为棉织、丝织、夏布和麻布纺织手工业等。以三南地区（庆尚道、忠清道、全罗道）为中心的棉织手工业在纺织手工业中占主导地位。黄海道和平安道是丝织手工业的中心。夏布纺织手工业主要集中在忠清道。麻布纺织则遍及全国，以北部地区更为普遍。:226
朝鲜造纸业非常发达。纸张产量和质量都很高，种类也很多。1415年，朝鲜设立了造纸署大规模生产优质纸张。朝鲜的活字印刷业也很发达。1403年，朝鲜设立了铸字所，出版印刷了许多书籍。:226
铁、铜、金、银等矿业和冶炼业也是朝鲜重要的工业，为朝鲜社会制造农具、武器、器皿等金属制品。铁矿业是朝鲜矿业的主导。据《世宗实录》记载，当时朝鲜有60多所铁矿场，主要分布在庆尚道和咸镜道。铜的产地主要是黄海道的长渊和庆尚道的灵山、昌原等地。:226-227

### 商业

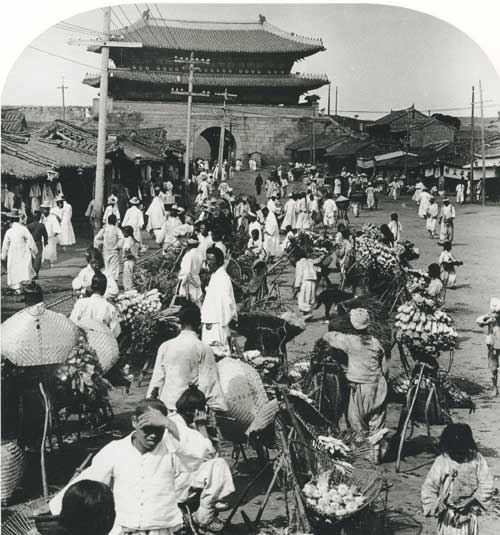
朝鲜王朝末年的市场

商业随着农业与手工业的发展而诞生，特別是大同法實施後，貢物相關商業興起。朝鲜朝廷在汉城、开城、平壤、全州等大城市设有官府指定的商业场所“市廛”。市廛商人须从官府获得经营商品的特权，同时还要承担向朝廷提供各种必要物资的义务。除市廛外，大城市里还有个人经营的小店铺“坐商”，以及流动小商贩“褓负商”。部分商人通过经商，积累了大量的财富成为富商大贾，按不同地区被称为京商（汉城）、松商（开城）、柳商（平壤）、湾商（义州）。随着商品流通的发展，被称为“场门”的集市最早在全罗道开始出现，16世纪末扩展到京畿道、忠清道、庆尚道等整个中南部地区:228-229:123。据《磻溪随录》记载，17世纪朝鲜各地郡、镇的村庄都有5日集市:293。商業興起也使朝鮮對貨幣需求增加，1633年開始鑄造常平通寶，並自1678年開始定期發行。

### 对外贸易
十七世纪后半叶，朝鲜的对外贸易得到很大的发展，私营贸易超过了官营贸易。朝鲜与中国的贸易最为活跃。鸭绿江沿岸的贸易称为中江开市（1593年），图们江沿岸的贸易称为北关开市（有会宁开市（1638年）和庆源开市（1646年））。中江开市后被鸭绿江对岸凤凰城的栅门后市所取代:294-295。
1609年，朝鲜与日本缔结《己酉条约》后，两国贸易开始正常化。双方贸易以主要通过釜山的倭馆进行的私营贸易为主。1673年，朝鲜倭馆的日本人多达一千余名。1691年，朝鲜还指定了30名专门从事倭馆贸易的商贾。为回避朝鲜政府的监视，日本商人还在加德岛进行黑市贸易:296-297。
由于朝鲜地处中国和日本之前，朝鲜商人一方面从清朝买入棉丝卖日本，一方面从日本输入金、银然后转卖给清商。这种转口贸易在朝鲜对外贸易中也占有很大的比重。:297

## 外交

### 与明朝
李成桂建国后对明朝采取“事大以精诚，交邻以信义”的“事大”外交原则，以确保其在朝鲜半岛的统治地位:139。明太祖朱元璋鉴于元朝东征日本的失败，认为“四方诸夷，皆限山隔海，僻在一隅。得其地不足以供给，得其民不足以使令”，将朝鲜列为不征之国:226。对于高丽末年的变故，朱元璋采取的是不干涉的政策，并应朝鲜新政权之邀为其选取了国号“朝鲜”，承认其合法地位:264-265:226-227:57。不过明朝起初对朝鲜仍然存有顾虑，直到太宗李芳远即位后才对朝鲜册封。双方友好关系从此开始稳步发展:139-140。
16世纪末，太政大臣丰臣秀吉统一日本列岛后发动了侵略朝鲜乃至明朝的战争，通告朝鲜宣祖“吾欲假道贵国，超越山海，直入于明”。朝鲜向明朝求援后，明派重兵相救。明、朝两国联军最终将倭寇驱逐出朝鲜半岛，取得最后胜利:229-234。1619年，努尔哈赤率兵攻打明朝。朝鲜亦应邀派姜弘立率领1.3万军队在萨尔浒之战中援助明朝:235。

### 与清朝
女真在後金成立前一定程度上也受到朝鮮羈縻:143-144。努尔哈赤统一女真建立后金后开始攻打明朝，并想联合朝鲜。由于明曾在万历朝鲜战争帮助朝鲜，朝鲜并没有与后金联合而是帮助明朝攻打后金。1627年2月，后金为先除后患并清剿败退到朝鲜的明将毛文龙部队，征讨朝鲜，史称“丁卯胡乱”。因寡不敌众，仁祖被迫与后金求和，双方结成“兄弟之邦”。1636年8月，后金征服东北和内蒙大片地区后改国号为清，让朝鲜称臣，遭到仁祖拒绝。同年12月，后金再次大规模入侵朝鲜，俘虏躲在江华岛的仁祖后妃和王子，迫使仁祖投降，向清称臣，史称“丙子胡乱”。直至1644年皇太极去世，朝鲜一直处在清朝的威压之下:259-263。
1645年开始，随着清军入关进占北京，以及南明政权彻底灭亡，朝鲜与清的关系也开始出现缓和。清统治者入驻北京后也日益汉化，摒弃了烧杀掠夺的游牧民族习性，多次消减对朝贡物的要求。此外，清也意识到与朝鲜交好对巩固边防，抵御俄罗斯入侵的重要性。康熙皇帝在位时期，朝鲜应清之邀两次派兵与八旗军联合北上讨伐沙皇俄国入侵，史称“罗禅征伐”。1735年，乾隆皇帝继位后，清对朝鲜甚为友好，很少干涉朝鲜内政。朝鲜与清朝的这种和平友好关系一直持续到1840年的鸦片战争。:264-266
1840年，清在鸦片战争中战败后，外国列强开始渗透中国和朝鲜。为保全宗主国地位，清开始干涉介入朝鲜内政、外交。1882年和1884年，清两次派兵镇压了朝鲜壬午兵变和甲申政变，加强了对朝鲜的控制。但随着日本势力在朝鲜的日益加强，清最终在甲午战争中被日本逐出了朝鲜半岛。1898年，清派徐寿明为驻朝公使，两国开始了平等的外交关系。:296-309

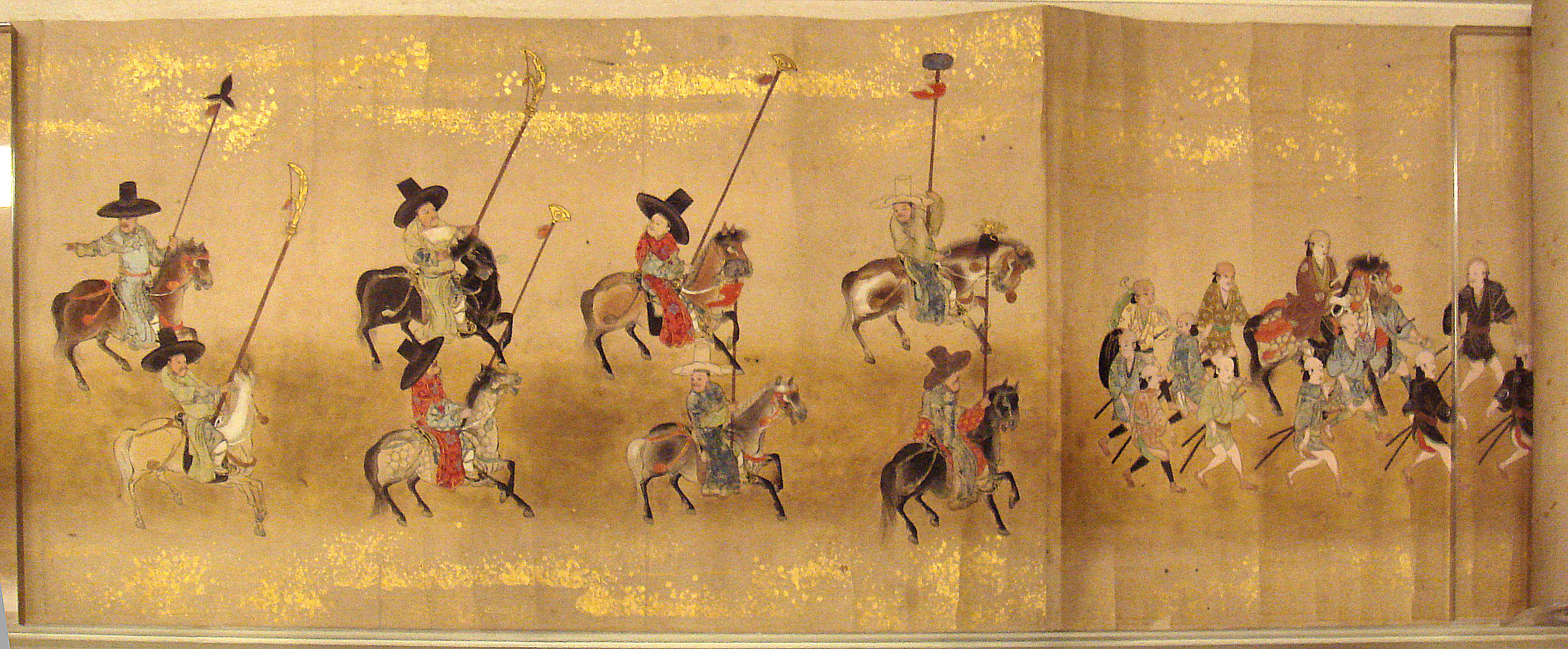
朝鮮通信使行列圖

### 与日本
朝鲜王朝初期延续了高丽王朝与室町幕府将军的文书与使节往来。太宗时期，对马岛一带倭寇变得猖獗。世宗元年（1419年），世宗派兵平定了对马岛倭寇，史称“己亥东征”。之后，朝鲜应宗贞盛的请求，重新开通了三浦（乃而浦、富山浦、盐浦），允许倭人通过在三浦设立的倭馆与朝鲜贸易。15世纪末，随着倭馆倭人的增加，黑市贸易也急剧增加，倭人与朝鲜人时常发生冲突。朝鲜于是下令禁止倭人的黑市贸易，引发倭人不满。中宗五年（1510）发生“三浦倭乱”后，朝鲜关闭了倭馆。1512年，朝鲜虽在对马岛岛主的请求下，重开乃而浦，但倭寇依然猖獗，先后发生“蛇梁倭变”（1544年）、“乙卯倭变”（1555年），双方交往日衰:141-142。1592年太政大臣丰臣秀吉侵略朝鲜，明朝派兵援助。事后与日本断交，至1609年才與江戶幕府恢复外交关系。
近代以来，1876年迫使朝鲜签订《江华岛条约》。日本取得一系列经济权益。1894年为了与中国争夺朝鲜的宗主权爆发甲午战争。1895年4月17日，清军战败，《马关条约》签署，朝鲜停止和清朝的藩属关系。为遏制日本，闵妃试图拉拢俄国成为日本的绊脚石。1895年，闵妃在景福宫玉壶楼被日本右翼暗杀并焚尸，史称“乙未事变”。日本驻朝鲜全权公使三浦梧楼被认为是乙未事变的主导者。1897年，高宗称帝成立大韩帝国。1905年，日本在旅顺口海战战胜俄罗斯，双方签署《朴次茅斯和约》，日俄战争结束。1905年11月17日，日本与朝鲜签订《乙巳条约》，朝鲜成为日本的保护国。1910年，《日韩合并条约》签订，大韩帝国灭亡。

### 与美国

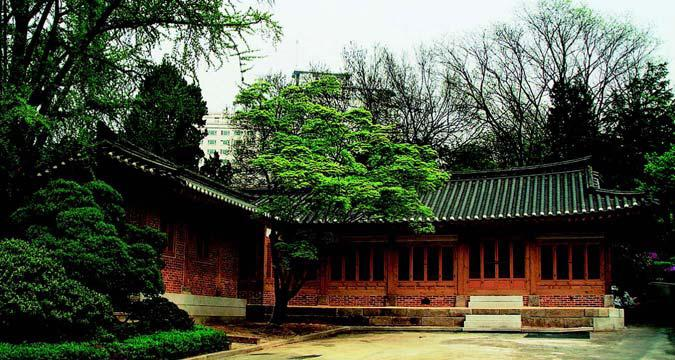
朝鲜王朝与美國於1882年起建交，美方因而在漢城（今首爾）設立公使館，圖為1883年建造的第一代美國公使館建築

美国人于1845年最早关注朝鲜半岛。当时美國紐約州議員、眾議院海軍委員會主席普拉特（Z. Pratt）就向眾議院提交過《開放朝鮮的議案》，认为应该抓住欧洲列强盯住中国和日本的时机，积极发展与朝鲜的通商机会，应该建立外交关系，但该议案没有通过。1853年1月，一艘美國船隻駛入朝鲜東萊府的龍堂浦。8月22日到達平壤府，平安道中軍李玄益不准其貿易和傳教命立即退去。但舍門將軍號繼續溯江而上，崔蘭軒等人上岸偵察，準備盜掘當地王陵。李玄益駕船追擊，遭船員囚禁。雙方正式發生衝突，因江水過淺海船不能發揮威力，被朝鮮數百艘裝滿茅草、澆足了油的火船撞擊焚毀，美國船員全部死亡。美國報復攻擊導致辛未洋擾發生，派艦隻「亞細亞號」攻打江華島但又被當地軍民擊退，兩次小衝突勝利讓李氏自得意滿，鎖國政策更甚。1866年8月，美国商人普雷斯顿乘坐武装商船“舍门将军号”，發生了舍門將軍號事件，美國希望加大對東方的貿易，而朝鮮王朝則採取閉關鎖國政策，使得美国第一次用武力打开朝鲜半岛国门的尝试失败。而美国先后于1867年、1868年、1870年和1871年多次企图以炮舰政策强迫朝鲜通商，但最终都遭到了失败。
1878年10月29日，美国海军部向周游非洲的海军提督薛斐尔（Robert Wilson Shufeldt）下了训令，要求用和平的方法，为与朝鲜交涉而尽力。当时的清朝北洋大臣李鸿章得知此事后，便邀请薛斐尔至天津会谈。1881年11月，朝鲜高宗派使节与清朝协议对美修交的问题，并邀请了李鸿章代为主持缔约谈判。1882年初，李鸿章及其麾下便与美国全权大使薛斐尔就朝美通商一事，在天津进行了谈判。5月22日，《朝美修好通商条约》在汉城（今首尔）正式签订。此时朝鲜王朝正式与美国建交，美国在汉城设置了外交机构并派驻公使。
在朝美修约（建交）后至朝鲜被日本吞并前的20多年里，美国曾三次派兵至朝鲜。1888年，朝鲜出现叛乱，为保护侨民，美方向朝鲜半岛沿岸派遣美国海军；1894年至1896年，为保护中日甲午战争后汉城的美国公使馆和美国僑民，当时美方派遣了美国海军陆战队进驻汉城；1904年至1905年，为保护日俄战争期间的美国駐韓公使馆，美方再次派遣陆战队入城。
1905年，日本与大韩帝国签订《乙巳条约》后，美国中断了与朝鲜半岛的外交关系。

### 与其他国家
1897年改国号之前，共有8个国家与朝鲜王朝建交，除美国和日本外，还有英国（1882年）、德意志帝国（1883年）、意大利王国（1884年）、俄罗斯帝国（1884年）、法国（1886年）和奥匈帝国（1892年），改国号之后又与比利时（1901年）和丹麦（1902年）建交。不过与这些国家的外交关系都在1905年与日本签订《乙巳条约》后中断。

## 科技

### 天文学和地理学

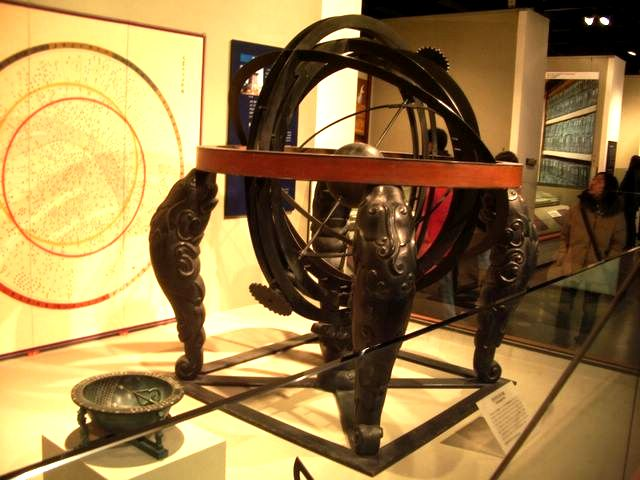
蒋英实为世宗研制的浑天仪和日晷

朝鮮王宫内的科研机构发明正方案、圭表等天文仪器，以及仰釜日晷、悬珠日晷、天平日晷、定南日晷、自击漏、玉漏等精密仪器。宫廷历法机构编写《七政算內篇》、《七政算外篇》、《诸家历象集》等书籍。18世纪初，实学派还将西方的地转说引入朝鮮。
世宗时代，编纂八卷本《地理册》，按照一定的体系详细叙述朝鮮各州郡的历史变迁、名称由来、山川、部曲、城池、官坊、烽燧、桥梁、津渡、驿站、按姓氏分类的居民构成、牧场、土产、手工业种类、土地的肥瘠、田结数、租税、供纳、运输、四季气候、风俗和路程，相当于一部地理方面的百科全书。与此同时编纂各地的地方志，此后又编写《东国舆地胜览》、《东国舆地备考》等地理书籍。地图方面，先后编纂《八道州郡图》、《八道山川图》、《八道图》、以及按照比例尺绘制的《大东舆地图》。

### 实用科学
朝鮮王朝时期实用的发明创造活动同样非常活跃。农业书籍包括《农家集成》、《农事直说》、《农桑辑要》、《四时纂要》、《课农小抄》等重要书籍。制造并改进雨量计、水文计等科学仪器。高丽时期发明的铜活字印刷技术和排版术得到广泛应用，1403年在汉城设置铸字所。17世纪的实学家还深入研究西洋算学，洪大容编写《筹解应用》，把古代算术发展到包括代数学和几何学在内的现代数学。

### 医学

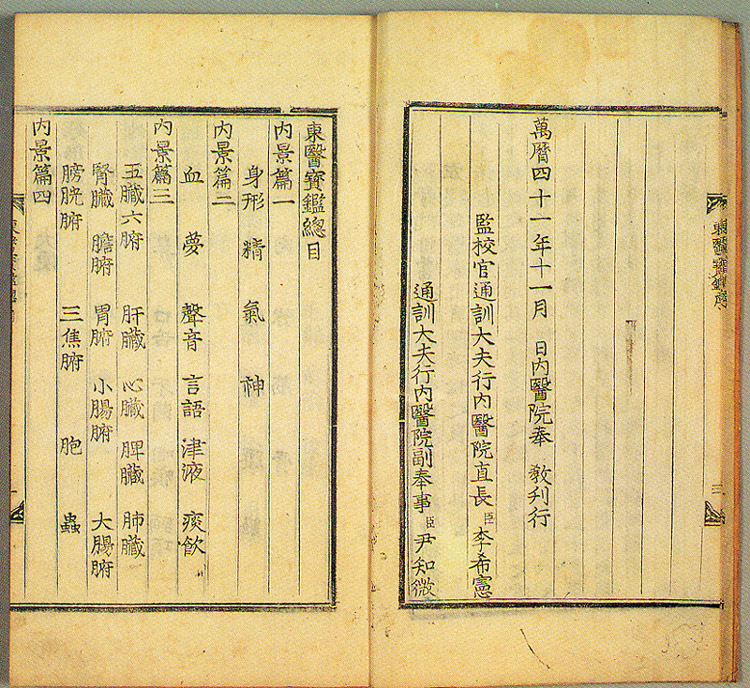
韩医名著《东医宝鉴》

朝鲜王朝时期是朝鲜传统医学的成熟期。由于中国药材路远而昂贵，朝鲜越发意识到使用本土乡药的必要性:13-15。1431-1443年间，卢重礼、俞孝通、朴允德等奉世宗之命以《乡药济生集成方》为蓝本，借鉴中国和朝鲜本国医学书籍编撰了朝鲜医学史上的首部集大成的著作《乡药集成方》:15:208。世宗时期，朝鲜还对实用性较强的中医方剂学进行了整理，为吸收和同化中国医学提供了有效的方法。1445年，世宗又命金礼蒙等编纂了另一部大型医学著作《医方类聚》。该书共365卷（现存仅262卷）历经朝鲜世宗、世祖、成宗三朝，耗时十余年于1465年最终刊印，引用中国医书153部，其中包括40多部中国已佚的古医书:13-14:208。
燕山君之后，乡药医学开始逐渐衰落:14。壬辰倭乱期间，众多无辜百姓死于疾病。当时朝鲜传统医学，中国宋、金、元时期医学，以及刚刚传入的明朝医学等种医学混合在一起，十分混乱。宣祖于是命许浚编撰新的综合医书，纠正错误理论和处方，并选取正确的处方。1610年，许浚花了14年的时间最终完成《东医宝鉴》:55-56。《东医宝鉴》是部以《黄帝内经》为理论基础，加之金元四大家的实际医学理论，倡导朝鲜乡药运用的综合性医学理论和临床典籍:54。它的问世确立了韩医学的独立地位:24，并最早创用“东医”作为朝鲜传统医学的专用名:20。乡药也重新得到复兴:178。

## 文化

### 教育

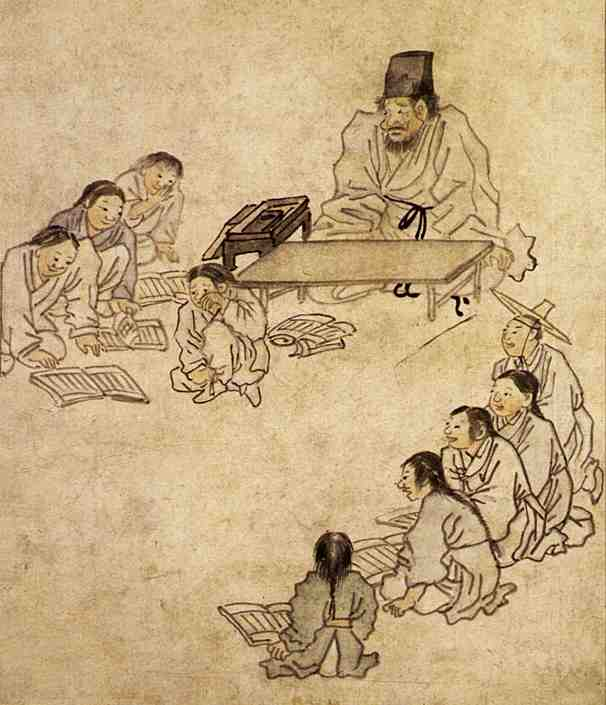
金弘道风俗画“书堂”

朝鲜王朝时期的教育制度由官学、私学和特殊教育机构组成。官学分为国立高等教育机构成均馆和地方教育机构乡校:147:291。在成均馆之下，设有京城东、西、南、中四学，即由高丽五部学堂发展而来的四部学堂:121:15。私学有私立中等教育机构书院和初等教育机构书堂。书堂主要招收8-16岁平民子弟，入退学自由，无身份差别，实行单独学习、按能力学习、专人教育，主要学习《千字文》、《小学》、《诗经》、《易经》、《史记》等。书堂既是私学也是官学的初等教育机构:291:147:16。书院始于1543年丰基郡守周世鹏建立的白云洞书院。之后，在李滉的努力下，白云书院得到国家的认可与支持，在朝鲜各地迅速发展起来。书院以程朱理学和其它儒家经典为教学内容，“尊从名儒功臣，明伦扬道，讲学专研”。书院培养不少朝鲜名儒，不过在朝鲜王朝后期，一度成为党争寄居地:121-122:15-16。特殊教育有宗学和经筵。宗学是世宗时期为贵族子弟设立的传授经典、巫术、道德等贵族应该遵守的法道。经筵是大臣给君主授课的制度，主要由弘文馆员负责:291。

《訓民正音》

1443年朝鲜王朝朝鲜世宗组织一批学者创造适合标记韩语语音的文字体系--韩字。这些文字当时被称作“训民正音”，意为“教老百姓以正确的字音”。虽然韩文在发明后的初期，受到两班贵族这一特权阶层的抵制，但随着民族文字的推广，教育在庶民和妇女中得以展开。:19:129-130。

### 文学
朝鲜王朝是文学创作的繁荣时期。训民正音的发明为国语文学开启新的起点。高丽王朝末期出现的时调从最初的士大夫阶层扩展到社会的各个阶层，并发展出“平时调”、“辞说时调”、“於时调”多种形式。与此同时，歌辞作为“长歌”形式也成为与时调并行发展的国语诗歌体裁，朝鲜王朝后期还出现形式更为灵活的“杂歌”。与此同时，汉文诗歌的创作也蓬勃发展:974-1021。1918年文士张志渊编纂的朝鲜历代文人的汉诗集《大东诗选》中，朝鲜王朝时期的作品就占到全书12卷中的11卷:203:1065。此外，乐府诗的创作也得到空前的发展，并形成自成一派的“海东乐府”体，使朝鲜诗歌创作出现多元化的发展局面:1080-1095。
散文呈现出多样化的发展态势。高丽后期出现的稗说体散文在朝鲜王朝前半期得到很大的发展，为后世小说的产生起到积极的意义:759-760:221-225。纪行散文主要有金净的《济州风土录》，丁时翰的《山中日记》:772-775，申叔舟的《海东诸国纪》:775-776，洪大容的《湛轩燕记》、朴趾源的《热河日记》:1356-1369，以及崔溥的《漂海录》等:777。16世纪末至17世纪中期，由于壬辰倭乱和女真的两次入侵，一批反省历史，反映时代问题的纪实散文应运而生:778，主要有柳成龙的《惩毖录》，李舜臣的《乱中日记》，石之珩的《南汉解围录》，金尚宪的《南汉纪略》等:782-783。训民正音的发明为女性创作文学作品提供便捷的工具。朝鲜王朝时期出现一些宫廷女性创作的国语散文:1333-1334。其中《癸丑日记》、《仁显王后传》和《闲中录》被称为朝鲜宫廷文学三大散文代表作:1333-1334。

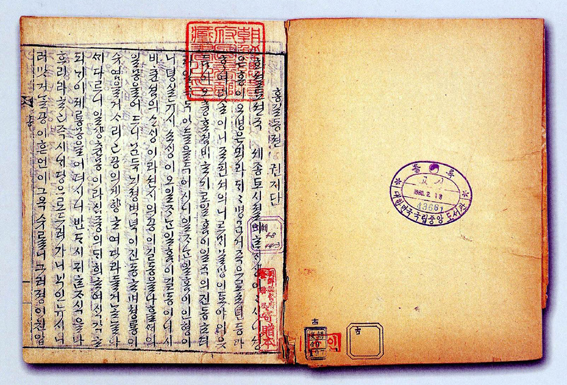
《洪吉童传》

小说作为新的文学样式开始兴起。金时习的《金鳌新话》上承《新罗殊异传》中《崔致远传》的传奇文学传统，下启金万重《九云梦》的浪漫主义小说的先河，在朝鲜小说史上有着特殊地位与价值:794-804。许筠的《洪吉童传》是出现较早的文人国语小说，也是朝鲜文学史上首部反映农民起义以及反映社会改革理想的小说:832-841:278-282。中世纪，朝鲜长篇小说在国语小说家金万重的带动下发展到成熟阶段，其代表作有长篇小说《谢氏南征记》和《九云梦》。受《九云梦》影响，朝鲜文坛之后出现许多以“梦字类”的小说，比如李廷桌的《玉麟梦》，南永鲁的《玉楼梦》等:859-872:291-299。壬辰倭乱和丙子胡乱时期，朝鲜出现了以《壬辰录》、《朴氏夫人传》和《林庆业传》等抵抗外族侵略的爱国主义小说:873-893:269-277。18世纪中期以后，讲唱脚本小说开始在兴起，出现了被誉为“朝鲜三大古典小说”的《春香传》、《沈清传》和《兴夫传》:1194-1200:325-339。

### 哲学

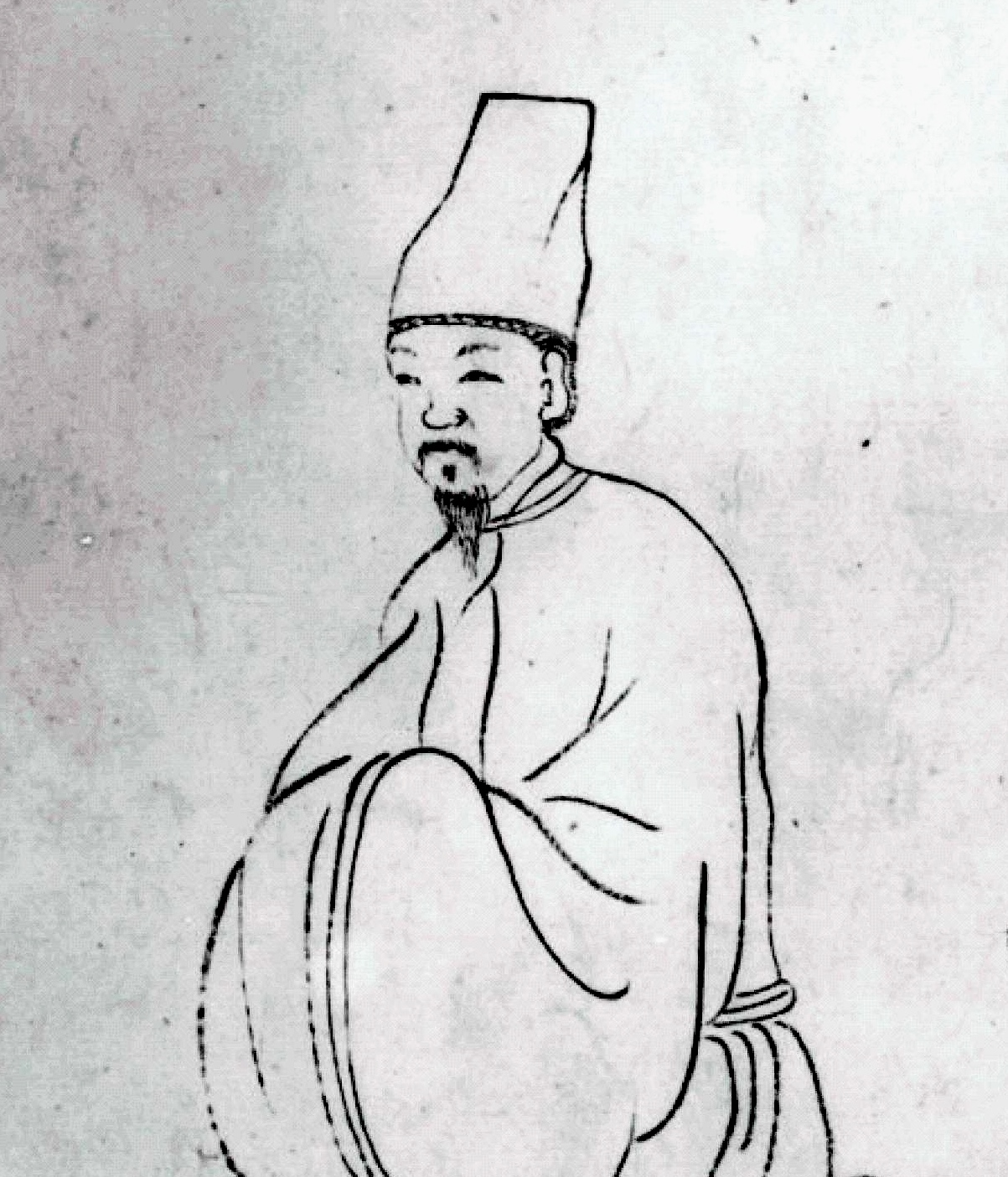
北学派实学家洪大容

高丽末年传入的儒学在朝鲜王朝得到推崇，成为治国理政的思想。16世纪后半期，朝鲜性理学发展到巅峰，出现了以退溪李滉为代表的主理派和以栗谷李珥为代表的主气派:132-133。16世纪末和17世纪初壬辰倭乱和丙子胡乱后，朝鲜文人对程朱理学的清谈空论进行了反省，开始研究强国济民的“有用之学”。“学以致用、经世致用、利用厚生、实事求是”的实学思想，发展成为朝鲜儒学的顶峰:1238-1239:27-29。朝鲜实学理论成型于柳馨远。在其《磻溪随录》中，柳馨远提出了政治、经济等方面的改革和实施方案。他将田制看做万事之本，提出“均人以田，计田出兵，有田者必有役，有役者必有田”的均田制。他还对科举制度的弊端提出批评，提出任官授职应该依据能力，不分贵贱，并主张废除奴婢制度:36-37:1240-1241。
18世纪前半期，以李瀷为代表的“经世学派”继承了许多磻溪社会改革观点，并把实学研究广泛地扩大到天文、地理、农学、历史、军事、哲学、文学等领域。经世学派受西学影响的成分很多，崇尚西方科技，但对天主教的宗教信仰持怀疑态度:37-38:1241-1242。18世纪后半期，以洪大容、朴趾源、朴齐家为代表的“北学派”对朝鲜崇明排清的小中华思想进行了批评，提出“华夷一也”的新思想，主张学习清朝和西方先进文化技术:38-39。北学派的利用厚生实学继承了许多经世学派的改革观点，但与以土地制度改革为中心的经世学派不同，北学派的改革思想是以货币流通、商品贸易、技术改革、对外开放为核心，具有一定程度的近代文明性质:261。18世纪末到19世纪的朝鲜实学代表人物有丁若镛、金正喜、崔汉绮等:39。丁若镛是朝鲜实学思想的集大成者。他的茶山实学纵向继承了经世学派的实学传统，横向吸收了明清实学和朝鲜北学派，以及西学:23。朴齐家的弟子金正喜在继承利用厚生的北学派思想的基础上，吸收借鉴了中国清朝的考据学，确立了朝鲜考据派的实事求是实学:40。

### 艺术
朝鮮的绘画、诗歌、音乐、舞蹈也非常兴盛。朝鮮王朝宫廷音乐机构创作朝会雅乐、会礼雅乐、祭礼雅乐，以及《定大业》、《保太平》、《发祥》、《凤来仪》等朝乐大曲，以及《凤凰吟》、《满殿春》、《与民乐》等曲目。此外，在著名的高丽青瓷的基础上，朝鲜王朝时期还开发出独具特色的朝鲜白瓷。朝鮮在螺钿、漆器、金属、玉石、竹工、木工、牙角、刺绣、砂器等工艺方面也留下很多具有独特色彩的宝贵遗产。

#### 盘索里

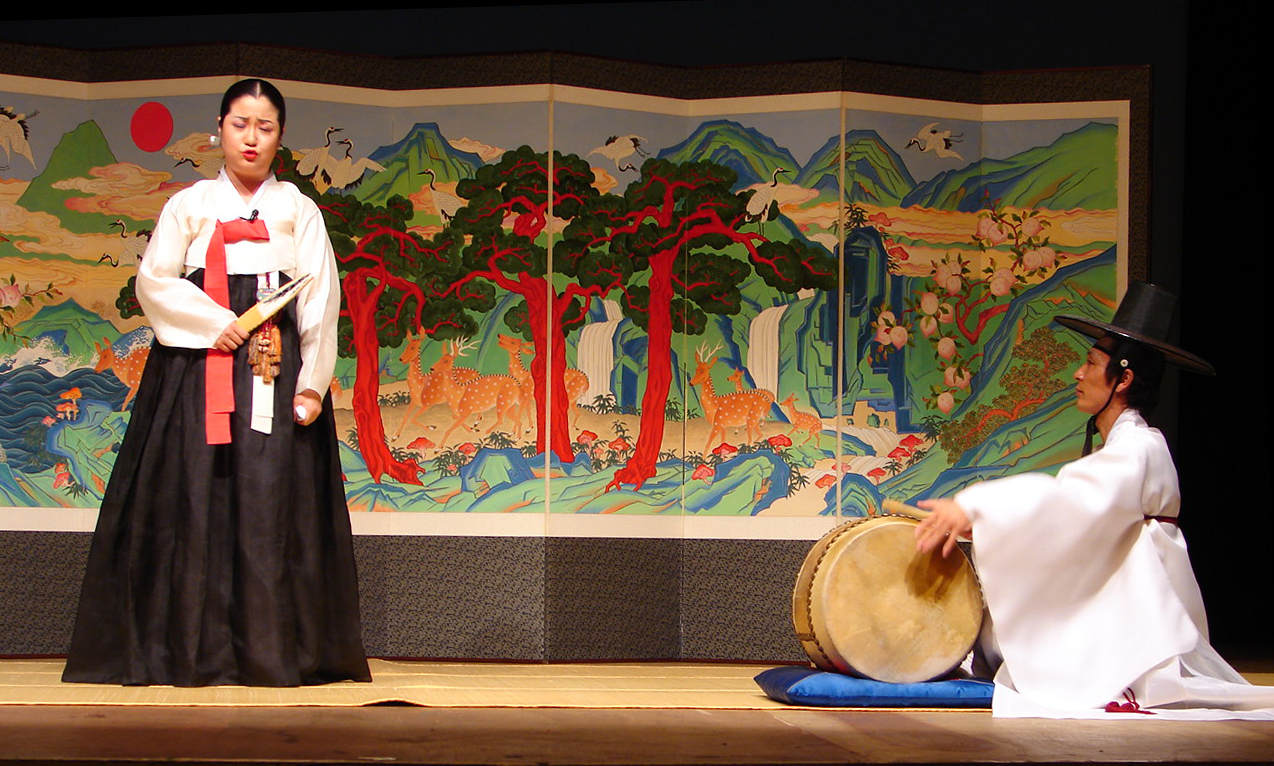
盘索里

盘索里是朝鲜王朝时期发源于全羅道的一种朝鲜传统曲艺形式。盘索里表演时一人坐以击鼓，一人立以说唱。盘索里以唱为主，说为辅，说唱结合。歌者演唱时一人多角，甚至要模仿天地间的各种声音:269。盘索里有东便制、西便制和中高制三个流派:298。
18世纪中叶，盘索里在朝鲜半岛南部已经广为流传，并在朝鲜宫廷演出:290。18世纪末期，盘索里已经发展成为整个朝鲜半岛富有独特民族风味的说唱艺术。19世纪上半叶，盘索里开始进入了名唱时代，出现了权三得、宋兴禄、廉季达、牟兴甲、申万叶等“前期八名唱”，19世纪上半叶又出现了朴裕全、金世宗、李捺致等“后期八名唱”。19世纪末和20世纪初，盘索里进入以宋晚载、李东伯、刘性俊等人为代表的“五名唱时代”:5。20世纪初，盘索里与西洋舞台剧相结合的唱剧在朝鲜半岛出现:130。

#### 绘画

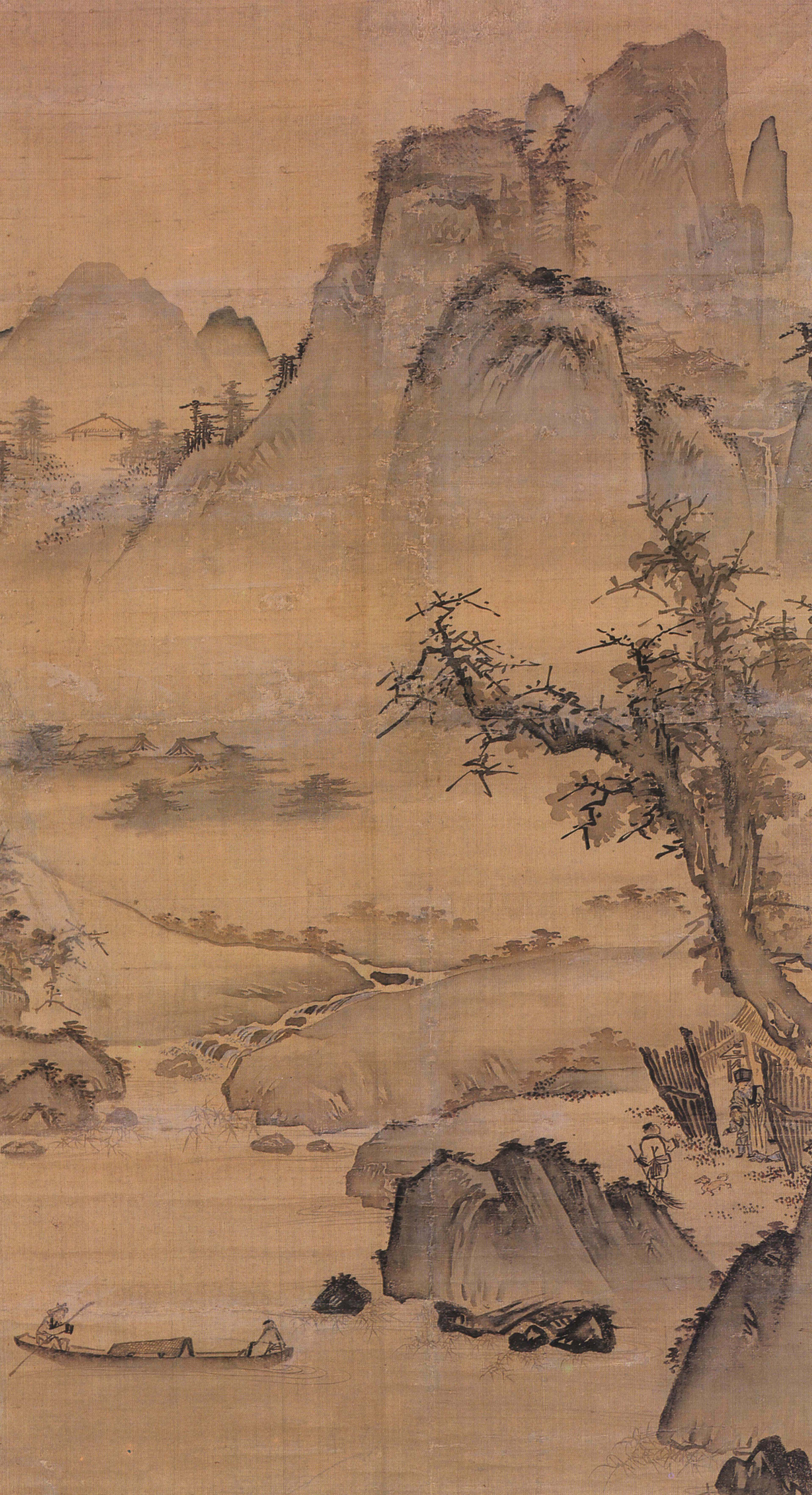
姜希颜的山水画

朝鲜王朝设有专门掌管绘画的机构“图画署”，通过考试在全国选拔画家:135:243。朝鲜王朝早期最具代表性的画家是安坚，主要代表作是《梦游桃源图》:195-196:243-244。16世纪，朝鲜出现了李岩、申师任堂、金禔等一批擅长画花、鸟等动植物的画家:250:198-199。
进入17世纪后，随着实学的兴起，出现了真景山水画、风俗画等现实主义的画风。郑敾是真景山水画的代表性画家。他的代表作《金刚全图》通过垂直线皴法描绘出其游览的金刚山，显示出与中国画截然不同的朝鲜风格:252-258:198。以现实生活为主题的风俗画在18世纪达到顶峰，出现了金弘道、金得臣、申润福三大风俗画家。大多数风俗画以奴婢、农夫、手工业工匠、妓生等社会底层人物为主角。与此同时，朝鲜画坛还出现了另一种崇尚文人书卷气的复古极端，代表性人物有姜世晃、申纬、朝鲜正祖、金正喜、张承业等:258-265:200-201。

#### 陶瓷

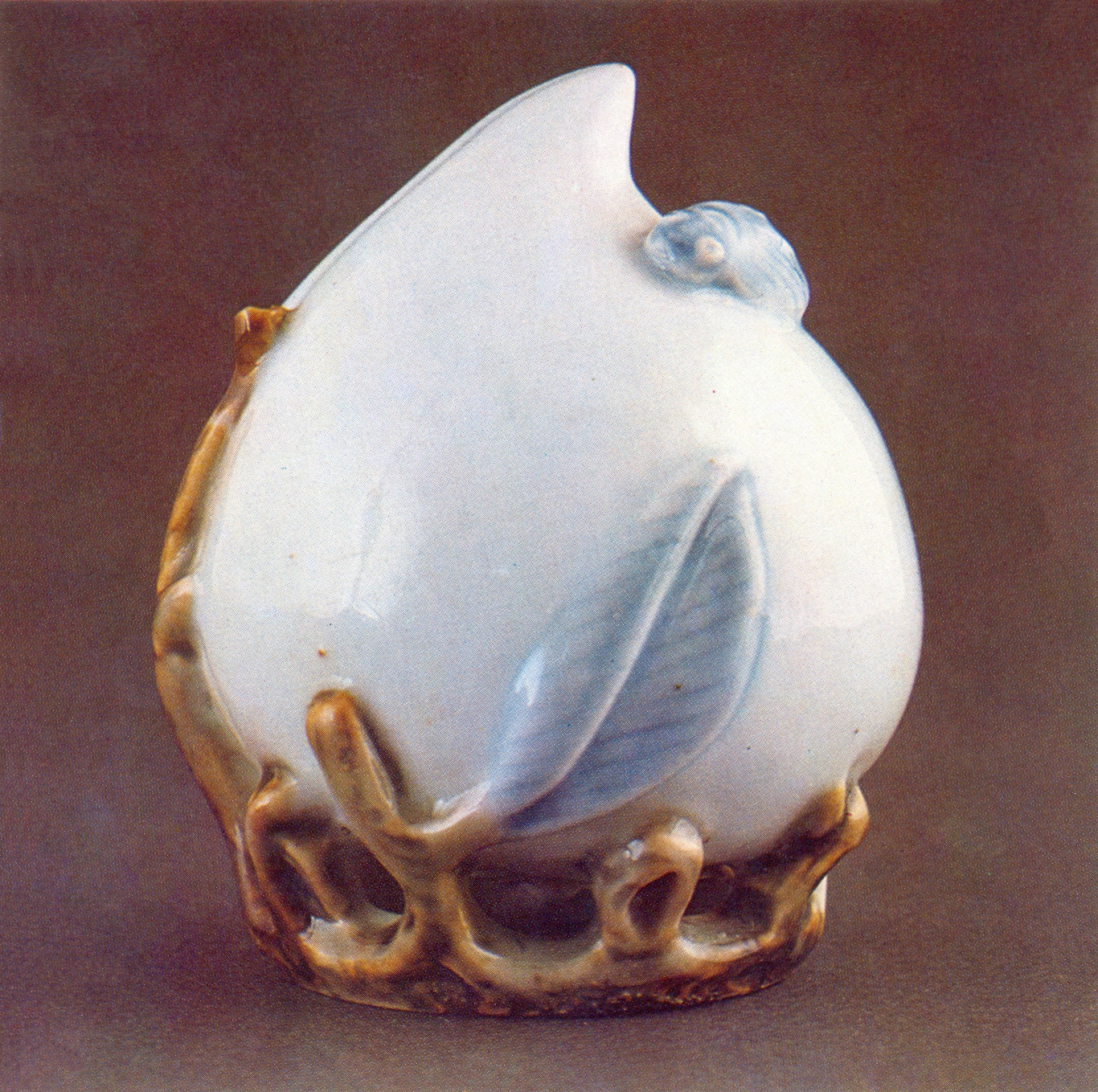
朝鲜白瓷寿桃

高丽王朝末期，由于战乱高丽官窑遭到很大的破坏。流散到全国各地的瓷匠，开始按各自的偏好在各地小规模建窑制瓷。传统镶嵌青瓷工艺在不断创新的过程中逐渐演变成为更趋实用化的粉青沙器。粉青沙器是在与高丽青瓷相同或更灰黑色的胎面上浸渍或涂刷一层化妆土，然后进行各种风格的装饰，主要有镶嵌、印花、剔花、刻花、铁锈花、刷制等技法。世宗时期，粉青沙器发展达到高潮。16世纪40年代，朝鲜白瓷开始取代粉青沙器成为朝鲜陶瓷的主流。

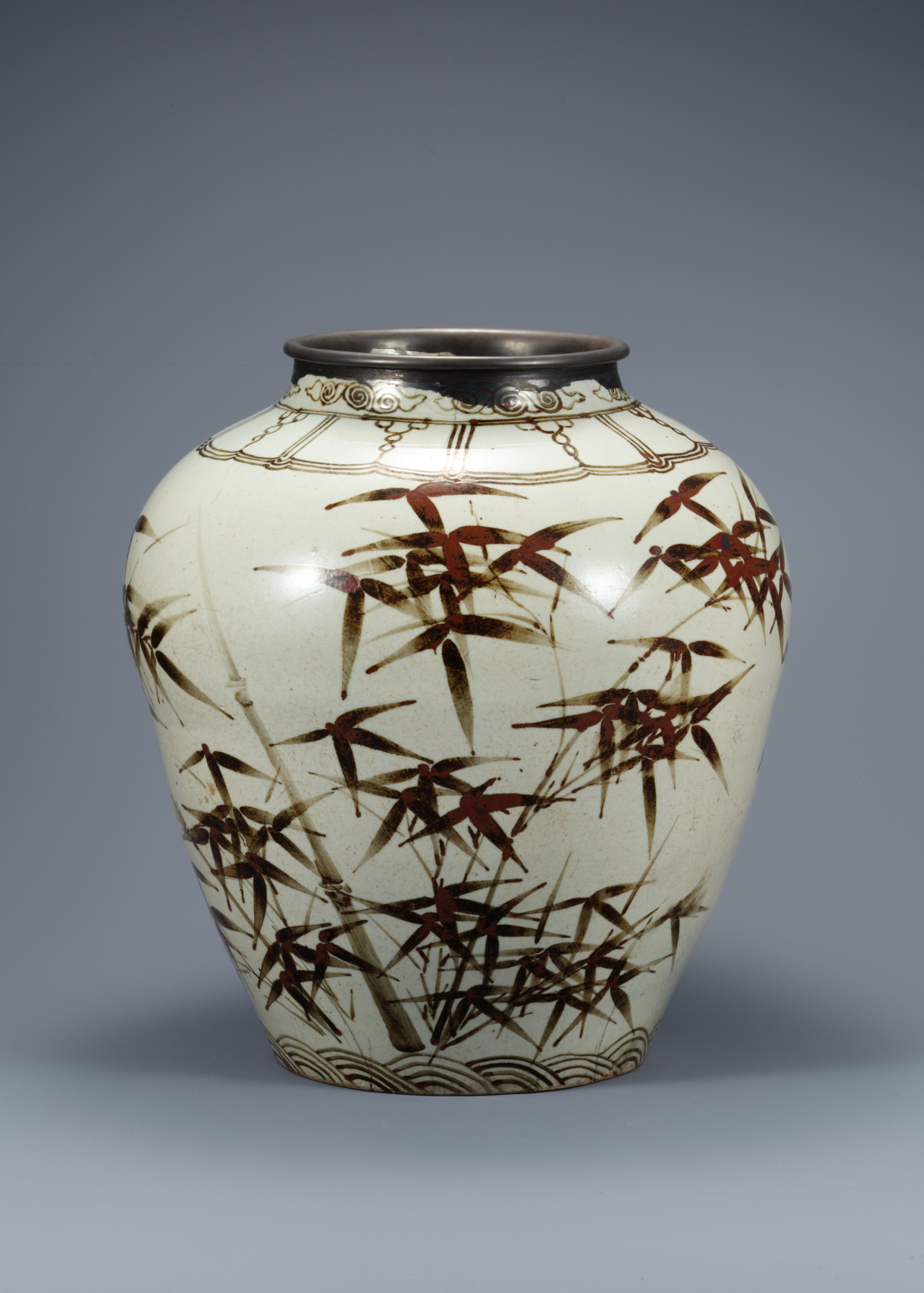
韩国国宝166号白瓷铁画梅竹纹壶

世宗时期，朝鲜已经能够烧制出质量上乘的宫廷御用白瓷:189。15世纪后半叶朝鲜在京畿道广州设置官窑后，白瓷开始批量生产:162。世祖十三年左右，广州官窑成功烧制出青花瓷。由于青花料价格昂贵，青花瓷被列为禁售、禁用的奢侈品:191-196。17世纪由于后金的入侵，青花料无论是从中国进口还是本土开采都变得非常艰难:196-197。用氧化铁代替青花料为颜料的铁画白瓷，在崇尚节俭的风气之下，逐渐替代了青花瓷:178-181。17世纪末至18世纪上半叶的朝鲜白瓷洁白度达到最高，被称为“雪白瓷”:197。18世纪中叶的正祖时期，朝鲜本土的青花料被大量发现，青花白的产量开始增加:182。不过，青花白瓷在青花料的使用上非常淡雅、节约，纹饰方面也更具朝鲜风格:197-198。英祖二十八年（1752），朝鲜将官窑固定在广州分院里。原本贵族化的白瓷开始被大众化地批量生产。青花白瓷也随着青花料供应的增加而产量提高。朝鲜白瓷在这一时期瓷土纯白，胎质缜密，釉色变青，被称为“分院器”。这一时期，朝鲜还成功烧出颇具特色的青花、釉里褐和釉里红并用的釉里三色:199-201。

### 宗教

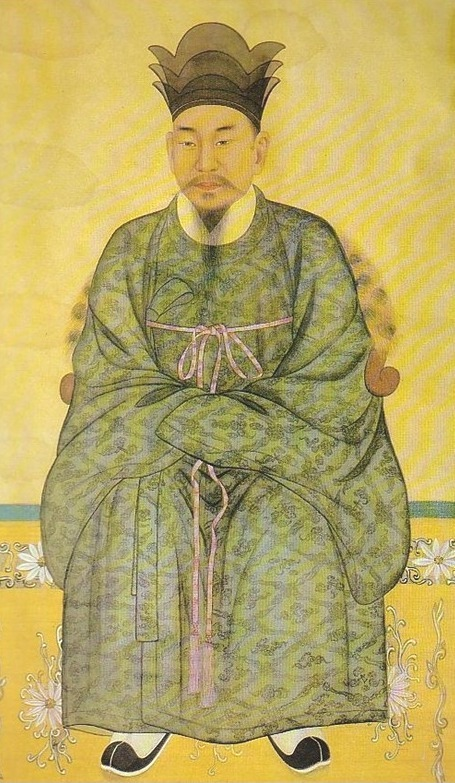
东学创始人崔济愚

朝鲜王朝立國後除了世祖和燕山君等幾位國王在位時外，歷代國王通常採取“崇儒廢佛”的政策，有時在國內拆毀佛教寺院。即使是崇佛的燕山君，他在朝時亦受到大臣的廢佛壓力。在廢佛時，寺院的土地予以沒收，並對僧侶徵收重稅。與此同時，高麗時期僧院的飲茶傳統也被禁止，茶道從此在朝鮮失傳，民間則以麥茶作為替代飲料。
在正祖時期，天主教開始傳入朝鲜王朝。正祖八年（1784年），朝鮮使臣李承薰在中國燕京天主教南堂領洗為天主教徒，教名伯多祿。他回國之後開始秘密傳教活動。1791年12月23日，周文謨教士歷盡艱辛，潛入朝鮮傳教。朝鮮政府將天主教視為邪教，在得知有中國傳教士潛入之後，加緊不斷逮捕處決教徒。為了保護廣大朝鮮教徒的安全，周文謨向朝鮮政府自首，於1801年4月19日在漢城被處決，史称「辛酉邪獄」。眾多教徒和進步思想家如李承薰、丁若鏞等人被處刑和流放。朴趾源、朴齊家等與天主教無直接關聯的北學論者也被降職、革職。直到19世紀末開國時為止，朝鲜的統治者一直對天主教採取打擊和壓迫的政策。
随着西学东进，与其相对的朝鲜本土宗教东学兴起。东学由庆州人崔济愚于1860年创建。东学虽然有反洋教、反侵略的性质，但倡导与西学相似的反封建，人人平等的思想。东学批判儒家正统 “天命”的形而上学，提出“人乃天”，主张“后天开辟，地上天国”。因此东学在创建之初即遭到受儒学思想影响的朝鲜封建统治者的镇压，被视为与天主教一样的异端邪教。东学第一、二任教主都被封建统治者极刑处死殉教。1892年，朝鲜政府解禁天主教后，对东学的封禁却有增无减。“万民平等，后天开辟”的东学思想在1894年引发了东学农民革命。1905年东学第三任教主孙秉熙将东学教改组为近代宗教天道教。

## 延伸阅读
[在维基数据编辑]
 《欽定古今圖書集成·方輿彙編·邊裔典·朝鮮部》，出自陈梦雷《古今圖書集成》
 《明史卷三百二十》，出自《明史》
 《清史稿/卷526》，出自趙爾巽《清史稿》